# León de Los Aldama
León de los Aldama, conocida simplemente como León, es una ciudad mexicana, cabecera del municipio homónimo, ubicada en el estado de Guanajuato. En 2020 la ciudad de León tenía 1 579 803
habitantes, siendo la localidad más poblada de su estado y el municipio al que pertenece en el tercero más poblado de México. Forma parte de la séptima zona metropolitana más poblada del país con 2 139 484 habitantes. Se encuentra a 384 km de la capital del país, la Ciudad de México.
La ciudad forma parte del Área Metropolitana de León integrada de, además del municipio de León, por Silao de la Victoria, San Francisco del Rincón y Purísima del Rincón) siendo la mayor en la macrorregión del Bajío, con poco más de 2 170 000 habitantes.
Fue fundada el 20 de enero de 1576 por Martín Enríquez de Almansa bajo el nombre de Villa de León, recibió su nombre actual en 1830 en honor a los insurgentes Juan Aldama e Ignacio Aldama, quienes participaron en la guerra de la Independencia de México. Desde la década de los años 40 del siglo XX, la economía de la ciudad giró alrededor de la cadena productiva del cuero, calzado, proveeduría y marroquinería, reorientándose en el siglo XXI además a los servicios y la industria automotriz, la atención de la salud de alta especialidad y diagnóstico, la educación superior y la investigación, así como el turismo de negocios. Pese a que no es la capital política del estado, se le considera la capital económica, social, comercial y de servicios.

## Símbolos

### Bandera
León es primer municipio guanajuatense en adoptar oficialmente una bandera municipal.
|  | La bandera es un lienzo verde obscuro que tiene justo al centro el escudo municipal, la versión gubernamental y reconocida por el ayuntamiento de la bandera, es un campo verde con un borde en oro, el escudo del municipio al centro de la bandera con el lema de la ciudad. |

### Escudo
|  | El escudo Escudo de armas de León está blasonado así: El escudo que simboliza al municipio fue adoptado en el pasado siglo XX; contiene en su parte superior un Torreón que es el símbolo de la ciudad. Está dividido en cuatro cuarteles, en el primero aparece San Sebastián Mártir, santo patrono de la ciudad, cuya festividad se celebra el mismo día en que se fundó León (20 de enero). El segundo cuartel tiene un león, símbolo del antiguo Reino de León en España, lugar de donde se tomó el nombre del municipio. En el tercer cuartel se encuentra el escudo del Virrey, don Martín Enríquez de Almansa, a quien se le debe el mandamiento para que León fuera fundado en 1576. El cuarto y último cuartel es un panal y abejas en punta, que significa la laboriosidad de su población. En su parte inferior aparece una cinta con el lema de la ciudad. |

### Lema
| El trabajo todo lo vence | Del lema en latín: Labor omnia vincit |

## Historia
En el área de León existen diez zonas arqueológicas bien diferenciadas, que datan del período preclásico mesoamericano. La mayoría de estos se identifican con la cultura Chupícuaro. Para el período Clásico, el área estaba bajo la influencia teotihuacana y tolteca. En el siglo XIII, los chichimecas, en su mayoría de los subgrupos guamare y guachichil, invadieron el área, migrando desde un área de lo que ahora es San Luis Potosí. Permanecieron durante el período colonial.
En 1530, Nuño Beltrán de Guzmán llegó con indios tarascos aliados a la zona, nombrándola Nuestra Señora. Las haciendas fueron concedidas por el gobernador de Nueva Galicia Francisco Vásquez de Coronado a los españoles Rodrigo de Vázquez y Juan de Jasso. Los españoles introdujeron aquí la agricultura y la ganadería alrededor de 1546, pero estos colonos estaban bajo la constante amenaza de los chichimecas, quienes reconocían a los españoles como invasores. Estos colonos solicitaron ayuda a las autoridades virreinales de la Ciudad de México.
En respuesta, el virrey Martín Enríquez de Almansa ordenó la fundación de una ciudad aquí, con el nombre de León en 1575. Para llevar a cabo la orden, Juan Bautista de Orozco fundó la villa de León el 20 de enero de 1576, creándose su primer cabildo y trazando sus calles iniciales. En 1580, alcanzó el rango de "alcadía mayor", lo que significa que tiene autoridad de gobierno de gran parte de la tierra y los pueblos más pequeños que lo rodean desde la Sierra de Comanja hasta el río Lerma. Por ejemplo, otros dos pueblos fundados en el área fueron San Miguel y Coecillo. En San Miguel los españoles se asentaron los pueblos otomíes y en Coecillo se asentaron los purépechas, mexicas y chichimecas que no se opusieron al dominio español. A medida que fue creciendo la población de la zona, finalmente se desgajarían varios municipios, como San Francisco del Rincón, Purísima del Rincón (Purísima Concepción), Cd. Manuel Doblado (San Pedro Piedra Gorda), Huanímaro, Abasolo, Cuerámaro y Pénjamo.
En 1582, el padre Espino estableció el primer hospital de San Cosme y San Damián.
Los jesuitas llegaron a León en 1731, fundando la "Compañía Vieja" que ahora es el sitio del Templo de la Inmaculada. También construyeron el Templo de la Nueva Compañía, que se convertiría en la catedral, sin embargo nunca lo terminaron ya que fueron expulsados de México en 1767. El 2 de julio de 1732 llegó una imagen de Nuestra Santísima Madre de la Luz. Más tarde sería declarada patrona de la ciudad, en 1849.
La población de la zona sufrió epidemias en 1643, sequías en 1630 y 1712-1714, hambrunas en 1714 y 1786 e inundaciones en 1637, 1749, 1762 y 1803.
Las fuerzas independentistas al mando de José Rafael de Iriarte llegaron al pueblo el 4 de octubre de 1810. Sin embargo, dos meses después las fuerzas realistas al mando de Félix Calleja retomaron la localidad, enfrentando represalias a los simpatizantes sublevados. Unos 2 000 sublevados a caballo atacaron el pueblo pero fueron repelidos por el conde Pérez-Gálvez. Las fuerzas realistas fueron atacadas aquí en 1817 por Francisco Javier Mina sin éxito. El pueblo permaneció en manos realistas hasta el final de la Guerra de Independencia de México, cuando llegó Agustín de Iturbide. El pueblo no celebró su primer Grito de Dolores con motivo de la independencia hasta 1825. En 1827 se convirtió en uno de los cuatro "departamentos" del recién creado estado de Guanajuato, y en 1830 obtuvo el estatus de ciudad.
En 1840 Ignacio Aguado fundó el Colegio de San Francisco de Sales y en 1844 se fundó el Colegio de La Madre Santísima.
Durante la Guerra de Reforma, la ciudad cambió de manos varias veces entre las fuerzas liberales y conservadoras entre 1858 y 1860. La batalla más notable de esa guerra aquí fue cuando el general José Iniesta atacó la ciudad el 18 de febrero de 1859. En ese mismo año, León incluso se separó por un tiempo del resto del estado de Guanajuato.
En 1862 se fundó el obispado de León, separándose del obispado de Michoacán la ciudad de León y otros nueve municipios como Irapuato, Guanajuato y Dolores Hidalgo; Monseñor Diez de Sollano inauguró el Seminario Conciliar en 1864. Este obispo consagró la Catedral Basílica en 1866, aunque no se completó, dando morada permanente a la imagen de la Virgen de la Luz.
De 1863 a 1866, los franceses ocuparon León durante la Intervención Francesa, con la visita del Emperador Maximiliano a la ciudad en 1864. Su llegada fue muy celebrada, con fuegos artificiales y una exhibición de globos aerostáticos organizada por los hermanos Alemán. Sin embargo, cuando las fuerzas liberales finalmente tuvieron el control permanente del pueblo, ocurrieron dos incidentes. El 30 de septiembre de 1867, el coronel Cecilio Delgado Estrada ordenó a sus hombres disparar sobre las cabezas de las personas que rezaban en las calles, causando algunos heridos. Otro incidente de este tipo ocurrió en 1877. El segundo fue más permanente. Los liberales desmantelaron el convento y colegio de los Santos Pedro y Pablo, convirtiéndolo en oficinas para el gobierno de la ciudad. Sigue siendo tal hasta el día de hoy.
El 2 de enero de 1946, una turba se reunió en la plaza frente al palacio municipal para protestar por las elecciones consideradas ilegítimas. Estos manifestantes fueron atacados a tiros, matando a muchos. Esta plaza fue nombrada Plaza de los Mártires en su honor.

## Geografía
La ciudad está situada al norte del estado de Guanajuato, a los -101°41′  de longitud oeste y a los 21° de latitud norte; a una altitud de 1,798 m s. n. m. La superficie municipal comprende 1,183.20 km², equivalentes al 3.87 % de la superficie total del estado de Guanajuato. El municipio limita al norte con San Felipe; al este con Guanajuato y Silao; al sur con Silao, Romita, y San Francisco del Rincón; y al oeste con Purísima del Rincón y el Estado de Jalisco.
La Cd. de León está dividida en 7 Delegaciones:
1. Cerro Gordo
2. Coecillo
3. San Miguel
4. Del Carmen
5. Cerrito de Jerez
6. San Juan Bosco
7. Las Joyas

### Clima
Según la clasificación climática de Köppen, la ciudad de León tiene un clima templado con la variante subtropical subhúmedo con lluvias en verano: Cwa (en la modificación hecha por García [¿cuál?] se le denomina semicálido subhúmedo(A)C(wo)). Tiene una temperatura promedio anual de 19.6 °C, alcanzando una máxima promedio de 31.5 °C en mayo y una mínima promedio de 7.2 °C en enero, con 8 °C de diferencia de las temperaturas diarias promedio del mes más cálido y el mes más frío. Alejados del microclima de la ciudad, las temperaturas en el valle suelen ser más extremosos aumentando en 2 °C las máximas y disminuyendo 3 °C las mínimas. Mientras tanto en las comunidades localizadas en la Sierra de Lobos (al norte de la ciudad) suelen tener temperaturas promedio de 16 °C. Es en la Sierra de Lobos donde el clima es considerado templado subhúmedo, Cwb según la clasificación de Köppen. Las estaciones del año, como en gran parte del centro de México, tienen un desfase con respecto a lo que se considera común, ya que los meses más cálidos se encuentran en la primavera, es decir en abril, mayo y junio, mientras los meses más fríos son diciembre, enero y febrero. De esta manera, marzo es el único mes con temperaturas intermedias y agradables en la primera mitad del año; mientras julio, agosto, septiembre, octubre y noviembre, son los meses con temperaturas intermedias y agradables en la segunda mitad del año, además de estar acompañados de la mayor concentración de precipitaciones en el año.
La precipitación media anual es de 650 mm, concentrada en el verano. Las precipitaciones comienzan a mediados de mayo y terminan en octubre, acompañadas de tormentas eléctricas en la mitad de los casos, mientras el estiaje inicia en noviembre y termina a principios de mayo; cuenta con un promedio de 73 días de lluvia al año. En enero es común que se presenten algunas precipitaciones, sobre todo en la zona de la Sierra de Lobos, llamadas tradicionalmente "cabañuelas"; y en algunas ocasiones, combinadas con las bajas temperaturas de la época suelen derivar en nevadas ligeras que finalmente han alcanzado la zona urbana. Existe discrepancia en diversos autores en calificar al valle de la ciudad de León como semiárido o subhúmedo, ya que se requeriría de una precipitación promedio anual superior al rango entre los 650 mm y los 670 mm para ser considerado subhúmedo, dependiendo de los datos que aportan las diferentes estaciones meteorológicas. Lo cierto es que el valle donde se localiza la ciudad de León oscila por arriba y por debajo de dichos parámetros, dependiendo de las estaciones climatológicas y los periodos de observación por lo que se puede considerar que se encuentra en el límite. Un factor determinante en los periodos de observación son los ciclos de El Niño y La Niña, ya que la precipitación en los años en que el fenómeno de El Niño se presenta puede superar los 1000 mm anuales, mientras que, en el caso de La Niña difícilmente supera los 300 mm, esto es muy notorio en el Río de los Gómez, que atraviesa la ciudad, y la Presa contenedora de El Palote, ya que en los años de El Niño, el río tiene un caudal que se alarga hasta la temporada seca, hasta diciembre, mientras en años de La Niña, la presa que contiene el río no es capaz de llenarse, quedando seca por completo en la estación seca. Por otro lado, los vientos dominantes provienen del oeste en invierno trayendo consigo algunos chubascos en el mes de enero; del sureste y suroeste en primavera con aire seco y cálido; y del este - noreste durante verano - otoño cargados de humedad y tormentas.
| Parámetros climáticos promedio de Centro de León                                                               | Parámetros climáticos promedio de Centro de León | Parámetros climáticos promedio de Centro de León | Parámetros climáticos promedio de Centro de León | Parámetros climáticos promedio de Centro de León | Parámetros climáticos promedio de Centro de León | Parámetros climáticos promedio de Centro de León | Parámetros climáticos promedio de Centro de León | Parámetros climáticos promedio de Centro de León | Parámetros climáticos promedio de Centro de León | Parámetros climáticos promedio de Centro de León | Parámetros climáticos promedio de Centro de León | Parámetros climáticos promedio de Centro de León | Parámetros climáticos promedio de Centro de León |
| Mes | Ene.                                             | Feb.                                             | Mar.                                             | Abr.                                             | May.                                             | Jun.                                             | Jul.                                             | Ago.                                             | Sep.                                             | Oct.                                             | Nov.                                             | Dic.                                             | Anual                                            |
| --- | ------------------------------------------------ | ------------------------------------------------ | ------------------------------------------------ | ------------------------------------------------ | ------------------------------------------------ | ------------------------------------------------ | ------------------------------------------------ | ------------------------------------------------ | ------------------------------------------------ | ------------------------------------------------ | ------------------------------------------------ | ------------------------------------------------ | ------------------------------------------------ |
| Temp. máx. abs. (°C)                                                                                           | 30.0                                             | 34.0                                             | 35.5                                             | 37.0                                             | 39.5                                             | 38.0                                             | 34.5                                             | 36.0                                             | 33.5                                             | 37.0                                             | 33.0                                             | 36.5                                             | 39.5                                             |
| Temp. máx. media (°C)                                                                                          | 24.1                                             | 26.4                                             | 28.8                                             | 31.1                                             | 32.1                                             | 29.9                                             | 27.7                                             | 27.8                                             | 27.3                                             | 27.4                                             | 26.0                                             | 24.0                                             | 27.8                                             |
| Temp. media (°C)                                                                                               | 16.2                                             | 18.1                                             | 20.3                                             | 22.7                                             | 24.1                                             | 23.4                                             | 21.6                                             | 21.7                                             | 21.3                                             | 20.3                                             | 18.4                                             | 16.8                                             | 20.4                                             |
| Temp. mín. media (°C)                                                                                          | 8.3                                              | 9.8                                              | 11.8                                             | 14.3                                             | 16.2                                             | 16.8                                             | 15.5                                             | 15.6                                             | 15.3                                             | 13.3                                             | 10.8                                             | 9                                                | 13.1                                             |
| Temp. mín. abs. (°C)                                                                                           | 0.0                                              | -1.5                                             | 0.0                                              | 3.0                                              | 8.5                                              | 7.0                                              | 7.0                                              | 8.5                                              | 5.0                                              | 3.0                                              | 1.0                                              | -2.5                                             | −2.5                                             |
| Lluvias (mm)                                                                                                   | 12.8                                             | 13.3                                             | 8.9                                              | 8.2                                              | 28.1                                             | 119.8                                            | 187.9                                            | 170.4                                            | 126.1                                            | 37.7                                             | 9.9                                              | 7.2                                              | 730.3                                            |
| Días de lluvias (≥ 0.01 mm)                                                                                    | 2.7                                              | 1.6                                              | 1.3                                              | 2.0                                              | 4.9                                              | 11.6                                             | 16.2                                             | 13.3                                             | 10.3                                             | 5.0                                              | 1.3                                              | 1.4                                              | 71.6                                             |
| Fuente: SMN Temperaturas extremas obtenidas del registro histórico desde 1960 hasta 2010 de la misma estación. |                                                  |                                                  |                                                  |                                                  |                                                  |                                                  |                                                  |                                                  |                                                  |                                                  |                                                  |                                                  |                                                  |

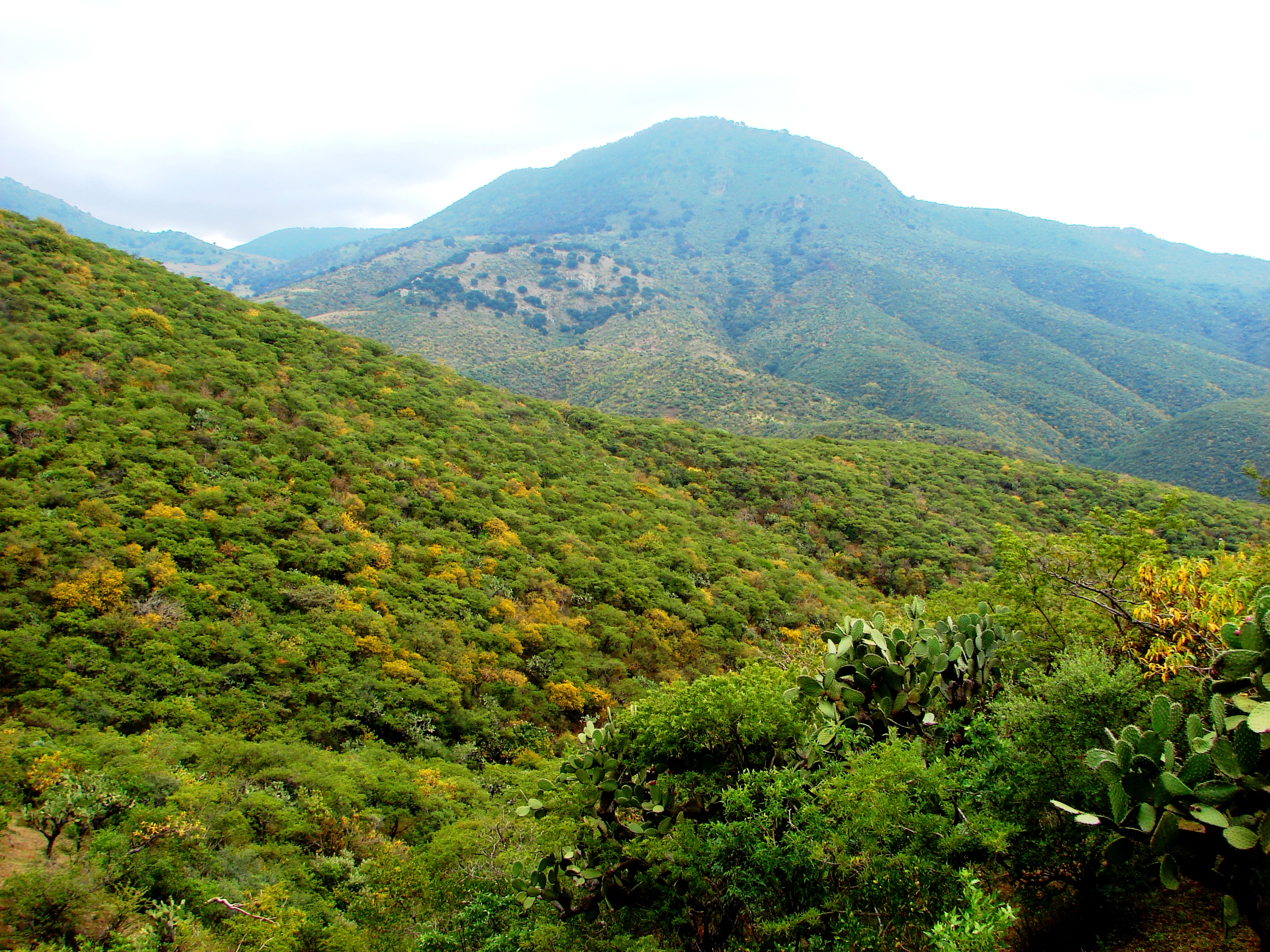
Matorral subtropical cerca de León.

| Parámetros climáticos promedio de Hacienda Arriba | Parámetros climáticos promedio de Hacienda Arriba | Parámetros climáticos promedio de Hacienda Arriba | Parámetros climáticos promedio de Hacienda Arriba | Parámetros climáticos promedio de Hacienda Arriba | Parámetros climáticos promedio de Hacienda Arriba | Parámetros climáticos promedio de Hacienda Arriba | Parámetros climáticos promedio de Hacienda Arriba | Parámetros climáticos promedio de Hacienda Arriba | Parámetros climáticos promedio de Hacienda Arriba | Parámetros climáticos promedio de Hacienda Arriba | Parámetros climáticos promedio de Hacienda Arriba | Parámetros climáticos promedio de Hacienda Arriba | Parámetros climáticos promedio de Hacienda Arriba |
| Mes                                               | Ene.                                              | Feb.                                              | Mar.                                              | Abr.                                              | May.                                              | Jun.                                              | Jul.                                              | Ago.                                              | Sep.                                              | Oct.                                              | Nov.                                              | Dic.                                              | Anual                                             |
| ------------------------------------------------- | ------------------------------------------------- | ------------------------------------------------- | ------------------------------------------------- | ------------------------------------------------- | ------------------------------------------------- | ------------------------------------------------- | ------------------------------------------------- | ------------------------------------------------- | ------------------------------------------------- | ------------------------------------------------- | ------------------------------------------------- | ------------------------------------------------- | ------------------------------------------------- |
| Temp. máx. abs. (°C)                              | 31.0                                              | 35.5                                              | 37.5                                              | 38.5                                              | 38.5                                              | 40.0                                              | 35.0                                              | 36.5                                              | 36.5                                              | 33.5                                              | 34.5                                              | 33.0                                              | 40.0                                              |
| Temp. máx. media (°C)                             | 23.2                                              | 25.1                                              | 28.2                                              | 30.5                                              | 31.5                                              | 29.2                                              | 26.8                                              | 26.7                                              | 26.3                                              | 26.1                                              | 25.2                                              | 23.5                                              | 26.9                                              |
| Temp. media (°C)                                  | 13.4                                              | 14.8                                              | 17.4                                              | 19.7                                              | 21.5                                              | 21.2                                              | 19.8                                              | 19.5                                              | 19.1                                              | 17.6                                              | 15.4                                              | 13.9                                              | 17.8                                              |
| Temp. mín. media (°C)                             | 3.5                                               | 4.5                                               | 6.6                                               | 9.0                                               | 11.5                                              | 13.2                                              | 12.7                                              | 12.3                                              | 11.9                                              | 9.0                                               | 5.7                                               | 4.3                                               | 8.7                                               |
| Temp. mín. abs. (°C)                              | -5.0                                              | -5.5                                              | -1.0                                              | 0.5                                               | 1.5                                               | 4.5                                               | 4.5                                               | 2.5                                               | -2.0                                              | -0.5                                              | -3.0                                              | -4.0                                              | -5.5                                              |
| Lluvias (mm)                                      | 16.0                                              | 9.4                                               | 5.8                                               | 11.1                                              | 33.3                                              | 116.3                                             | 146.8                                             | 152.8                                             | 124.8                                             | 48.0                                              | 13.0                                              | 9.7                                               | 687.0                                             |
| Días de lluvias (≥ 0.01 mm)                       | 2.1                                               | 1.2                                               | 0.9                                               | 1.7                                               | 4.0                                               | 10.0                                              | 13.2                                              | 12.3                                              | 9.9                                               | 5.2                                               | 1.6                                               | 1.7                                               | 63.8                                              |
| Fuente: SMN                                       |                                                   |                                                   |                                                   |                                                   |                                                   |                                                   |                                                   |                                                   |                                                   |                                                   |                                                   |                                                   |                                                   |

### Vegetación
La vegetación natural se compone principalmente por un bosque espinoso en el valle, siendo el mezquite (prosopis laevigata) el principal exponente. Sin embargo el área natural se encuentra prácticamente extinta dando paso a las actividades agrícolas y ganaderas. En las colinas que se encuentran alrededor de la ciudad se localiza un matorral subtropical con especies como el casahuate (Ipomoea arborescens), el varaduz (Eysenhardtia spp.), huizache (Acacia schaffneri) y otras especies xerófilas. En las partes altas de las montañas al norte de la ciudad se localizan un bosque de encinos.

### Relieve
El municipio en su parte norte tiene estribaciones montañosas pertenecientes a la Sierra de Guanajuato, la que localmente lleva los nombres de Ibarrilla, Comanja y de Lobos, considerada Reserva Ecológica Natural. Y la parte sur pertenece a la región de los fértiles valles del Bajío.
Las elevaciones más importantes del municipio son el Cerro del Gigante, con 2.884 m s. n. m. y la mesa Cuatralba con 2800 m s. n. m. En la ciudad son notables los cerros de las Hilamas, el Cerro Gordo con sus Instituciones Educativas, zonas habitacionales y antenas de radiocomunicación; y el Cerrito de Jerez, zona habitada desde la época prehispánica.

## Demografía
Según datos estadísticos del Instituto Nacional de Estadística y Geografía (INEGI) en el 2020 la ciudad de León hay un total de 1,579,803 habitantes por lo cual es la 4.º ciudad más poblada de México. León por sí solo concentra el 25.6 % de los habitantes de todo el estado de Guanajuato.
| Gráfica de evolución demográfica de León de Los Aldama entre 1900 y 2020                                    |
| |
| Población de los censos y conteos del Instituto Nacional de Estadística y Geografía (INEGI) de 1900 a 2020. |

La Zona Metropolitana de León es la región urbana resultante de la conurbación de cuatro municipios de Guanajuato (León de Los Aldama, Silao de La Victoria, San Francisco del Rincón y Purísima del Rincón). Esta Zona Metropolitana está localizada en el oeste del Estado de Guanajuato y cuenta con 2,139,484 habitantes. haciéndola la 7.º área metropolitana más grande de México.

## Turismo
León alberga 1 de 50 maravillas del estado de guanajuato declarada en 2017 por el dolorense Emmanuel Pérez Balderas.
1- Templo Expiatorio del Sagrado Corazón de Jesús

### Infraestructura Hotelera
La infraestructura hotelera de León es de primer nivel, contando con más de 2500 habitaciones en todas las categorías; así mismo, algunos hoteles cuentan con salones de fiestas y conferencias de variadas proporciones, con excelentes opciones en banquetes y servicios conexos donde pondrán llevar a cabo sus eventos sociales o de negocios, tales como conferencias, seminarios, congresos, etc.

### Catedral Basílica Metropolitana

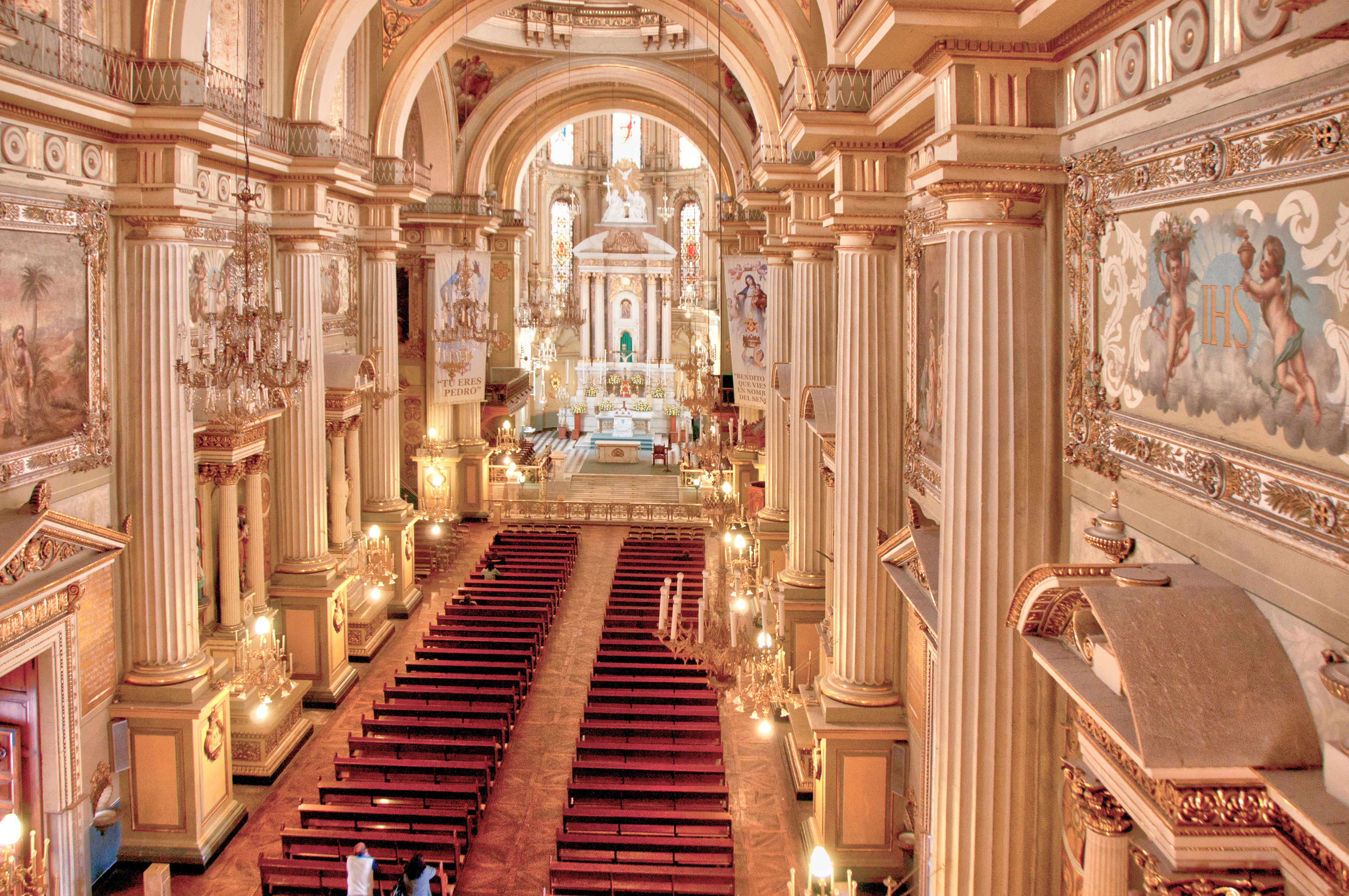

La Catedral Basílica Metropolitana de León, dedicada a la Madre Santísima de la Luz y patrona de la arquidiócesis, es un templo religioso de culto católico, ubicado en el centro histórico. Es la sede metropolitana de la arquidiócesis de León.
Cuenta con una fachada sobria de cantera, de una sola nave con planta de cruz latina y capillas anexas. Presenta dos torres idénticas de tres cuerpos que alcanzan los 70 m de altura. Comenzó a construirse en el siglo XVIII y la última intervención que le dio su imagen actual data de 1732. En el edificio predomina la decoración neoclásica con algunos rasgos barrocos. En sus capillas se utilizaron varios estilos confiriéndole una imagen ecléctica: desde el neomudéjar en la Capilla de San José, hasta las estilizaciones geométricas del art decó en la capilla de Cristo Rey.
En su fachada principal puede apreciarse un detalle muy interesante. Es posible observar una franja de color que divide el frente de la catedral. Desde el piso hasta una altura aproximada de ocho metros, el color de la piedra es más oscuro que en el resto del edificio. Este peculiar detalle hace referencia a un momento muy importante de la historia de la ciudad. La construcción del estilo barroco comenzó en 1746 a cargo de la orden de los jesuitas, y en ese entonces se le conocía como “Templo de La Compañía Nueva” en oposición al Templo de La Compañía Vieja que se ubicaba donde actualmente se encuentra el Templo del Inmaculado, en calle Álvaro Obregón esquina con la calle 20 de enero. Cuando los jesuitas son expulsados en 1767, la obra se suspende sin haberse terminado. Habrían de pasar casi cien años para que en 1864, cuando la ciudad de León es nombrada obispado, se pudieran retomar las labores de construcción a cargo del arquitecto Luis Long. Sin embargo, no pudo encontrar el mismo tipo de piedra y dio como resultado que a día de hoy se pueda observar la transición del estilo barroco al neoclásico, y  que en la fachada frontal se aprecie una variación de color muy interesante en la cantera.
Quedó consagrada como catedral el 16 de marzo de 1866.
La festividad de la Madre Santísima de la Luz, patrona de la Arquidiosecis de León, Guanajuato, se celebró por primera vez el 23 de mayo de 1849 y en la actualidad el día es variable, pero siempre entre los meses de mayo y junio.
En marzo de 2012 fue visitada por el papa Benedicto XVI, donde se reunió con los obispos de América Latina.

### Templo Expiatorio

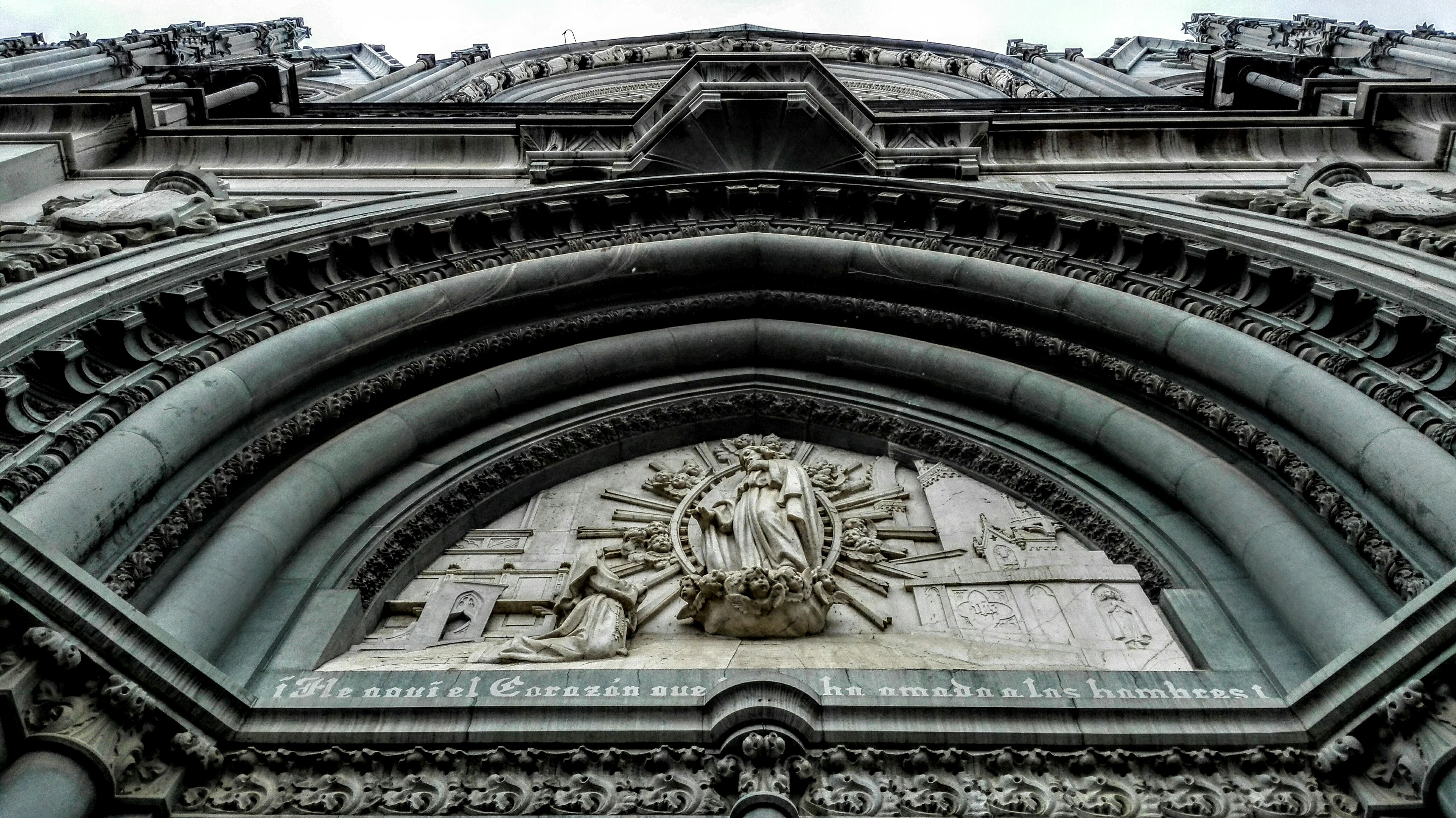
Fachada principal del Templo Expiatorio.

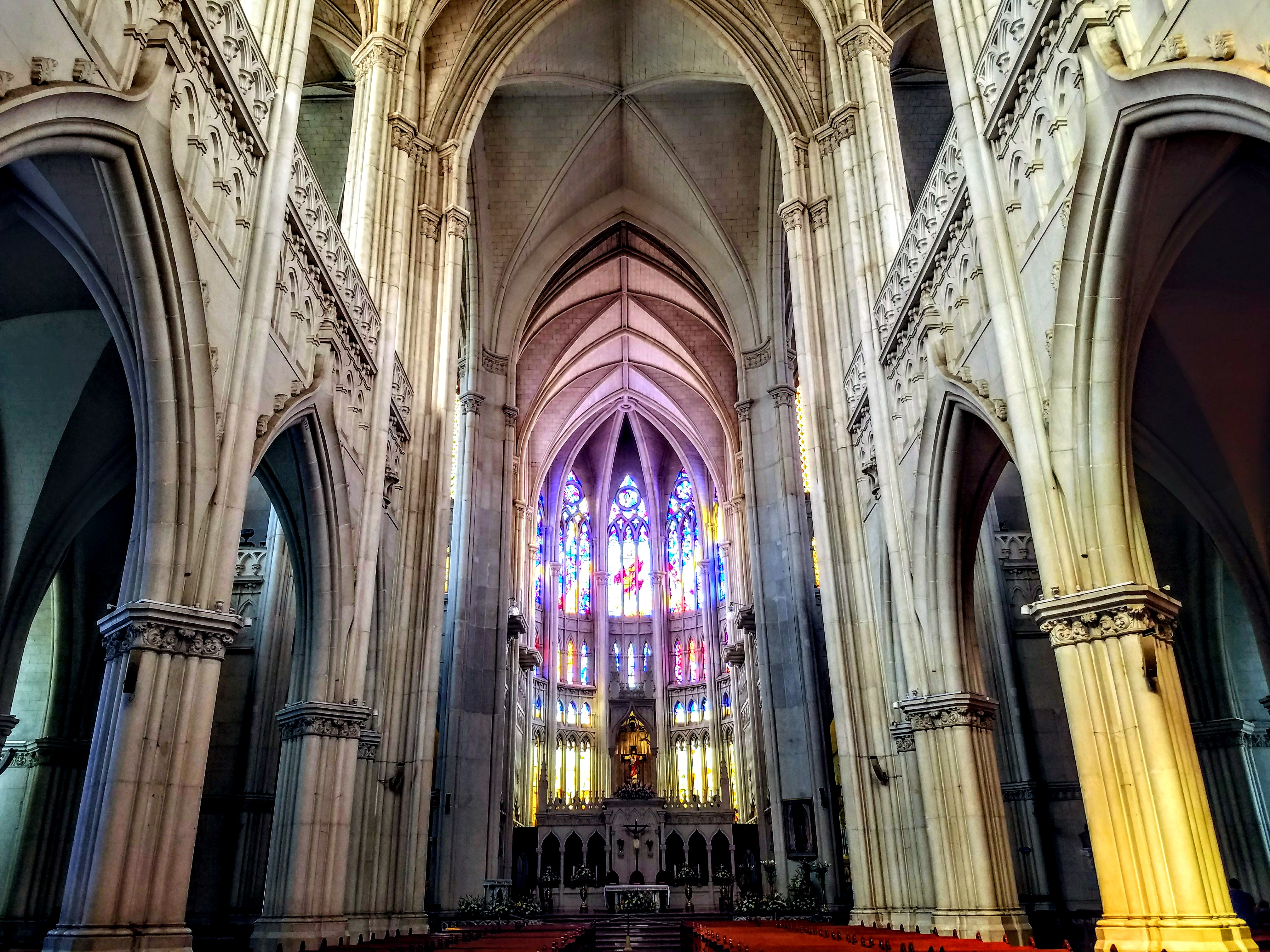
Interior del Templo Expiatorio.

Se empezó a construir en 1921 a iniciativa de Bernardo Chávez, con las aportaciones que otorgaban los fieles católicos. Diseñado por el arquitecto Luis G. Olvera en estilo neogótico. El segundo arquitecto fue Carlos Lazo Jr., seguido posteriormente por José Carlos Ituarte González, siendo el arquitecto actual José María Méndez.
En su zona subterránea se encuentra una serie de criptas, las cuales están abiertas todos los días de 6:00 a 12:00 del día. También son dignas de admirar sus monumentales puertas, con esculturas en sobre relieve de bronce, esculpidas por el tercer arquitecto José Carlos Ituarte González.
El 18 de septiembre de 2009, en una ceremonia abierta y encabezada por el entonces gobernador del Estado Juan Manuel Oliva Ramírez y el entonces presidente municipal de León, Vicente Guerrero Reynoso, se llevó a cabo la inauguración del Proyecto Emblema Plaza Pública Expiatorio, un espacio público dedicado a la convivencia familiar.
Este proyecto comenzó a perfilarse en abril del 2008 con la demolición de las fincas aledañas al Templo Expiatorio para dar paso a una visión nueva de uno de los monumentos arquitectónicos que da identidad a la ciudad.
En 2010 el alcalde, Ricardo Sheffield, acompañado por el gobernador Juan Manuel Oliva, inauguró el espectáculo multimedia llamado «Luces de nuestra historia», el cual consiste en proyectar murales de luz en el Templo Expiatorio, así como en otro de los edificios más emblemáticos de la ciudad: la Casa Municipal. Las proyecciones cubren el edificio de imágenes relacionadas con la historia de la ciudad (como las del Bicentenario de la Independencia y las del Centenario de la Revolución), imágenes de tipo religioso (como las de Virgen de Guadalupe o las de San Sebastián, el patrono de la ciudad), o imágenes de otros elementos típicos de la ciudad, como el calzado y los productos de piel. Este espectáculo, cuyas obras recibieron el nombre de "Gotas de Sangre" en el Templo Expiatorio y "Máquina del Tiempo" en la Casa Municipal, fue creado por Xavier de Richemont, reconocido artista francés que ha realizado este tipo de trabajos en otras partes del mundo. En el 2016 la iluminación del templo fue considerada como de las mejores del mundo.
La construcción del templo fue tan dilatada (no se declaró terminada hasta bien entrado el siglo XXI), que propició la leyenda popular de que el día en que terminara su edificación coincidiría con el del Juicio Final.

### Arco de La Calzada

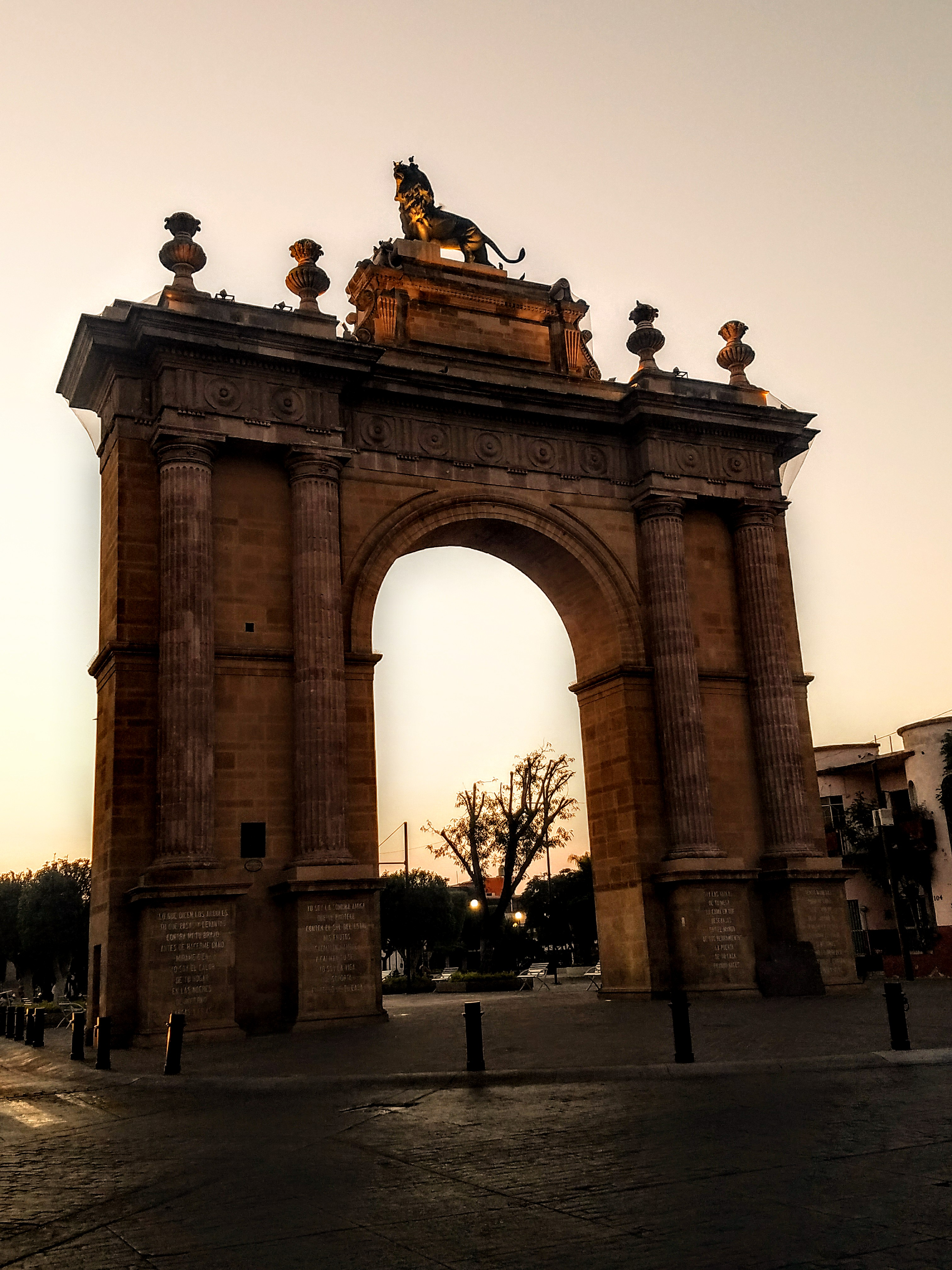
Arco de la Calzada.

En un terreno donado por don Francisco Lozornio, empresario leonés, se erigió este arco que originariamente delimitaba el fin de la ciudad. La estatua actual del león está hecha de bronce, y en conjunto es el símbolo más importante de la ciudad.
El arco original fue construido en 1883 por el ingeniero civil Pedro Tejada León en madera y revestido de yeso para conmemorar el 83.er Aniversario de la Independencia de México bajo el nombre de "Arco De La Paz". El pedestal y los jarrones que rematan el arco fueron ideas aportadas por Teodoro Galván. En 1886 se hizo de cantera, siendo el arco que se conserva hasta nuestros días.
El León del Arco de La Calzada
La escultura original del león se realizó con mampostería, ladrillos, varilla, mezcla y modelado con cemento, y se colocó en el arco en 1943 por encargo de Francisco Lozornio Castillo, industrial benefactor de la ciudad. La obra estuvo a cargo del albañil del Templo Expiatorio Daniel Herrera Jiménez. Esta estatua se movió al Parque Benito Juárez y posteriormente a la entrada del zoológico de León, donde está ubicada en la actualidad.
El 16 de marzo de 1958 se agregó el león de bronce de 3 m de largo, que sustituyó a la estatua original. Esta obra fue realizada por el escultor Humberto Peraza Ojeda con un costo de 45 mil pesos, por iniciativa y donación de 10 mil pesos del torero leonés Antonio Velázquez “Corazón De León”, siendo Presidente Municipal Irineo Durán Pérez (1958-1960).
Puente del Amor
El Puente Prolongación Calzada, conocido como Puente del Amor, se inauguró en el 2012, por el Día de San Valentín. Es un puente característico por adoptar una temática según cada uno de los eventos y fechas importantes que se presentan en la ciudad, desde el Día del Amor, la llegada al máximo circuito del fútbol mexicano del Club León, el Rally México, las Fiestas Patrias, el Festival Internacional del Globo, son algunos de los motivos que han adornado el marco central del Puente Del Amor. También sobresale por tener en su estructura cerca de 1,500 candados, que por mera tradición tiene colocados. Tiene 225 m de longitud, y 4.20 m de ancho soportado por una base de vigas de 20 m. Cuenta con 25 postes con su respectiva luminaria.
Conecta el corredor de la Zona Polifórum con el centro histórico, cruzando el Malecón del Río de los Gómez, así uniendo la Ruta del Peatón.
Ruta del Peatón
Se puede hacer un recorrido por los lugares más emblemáticos, culturales y turísticos de la ciudad.
La Ruta del Peatón recorre desde el Polifórum León hasta la Plaza del Mariachi.
Comienza en el Polifórum León:
- Zona Hotelera

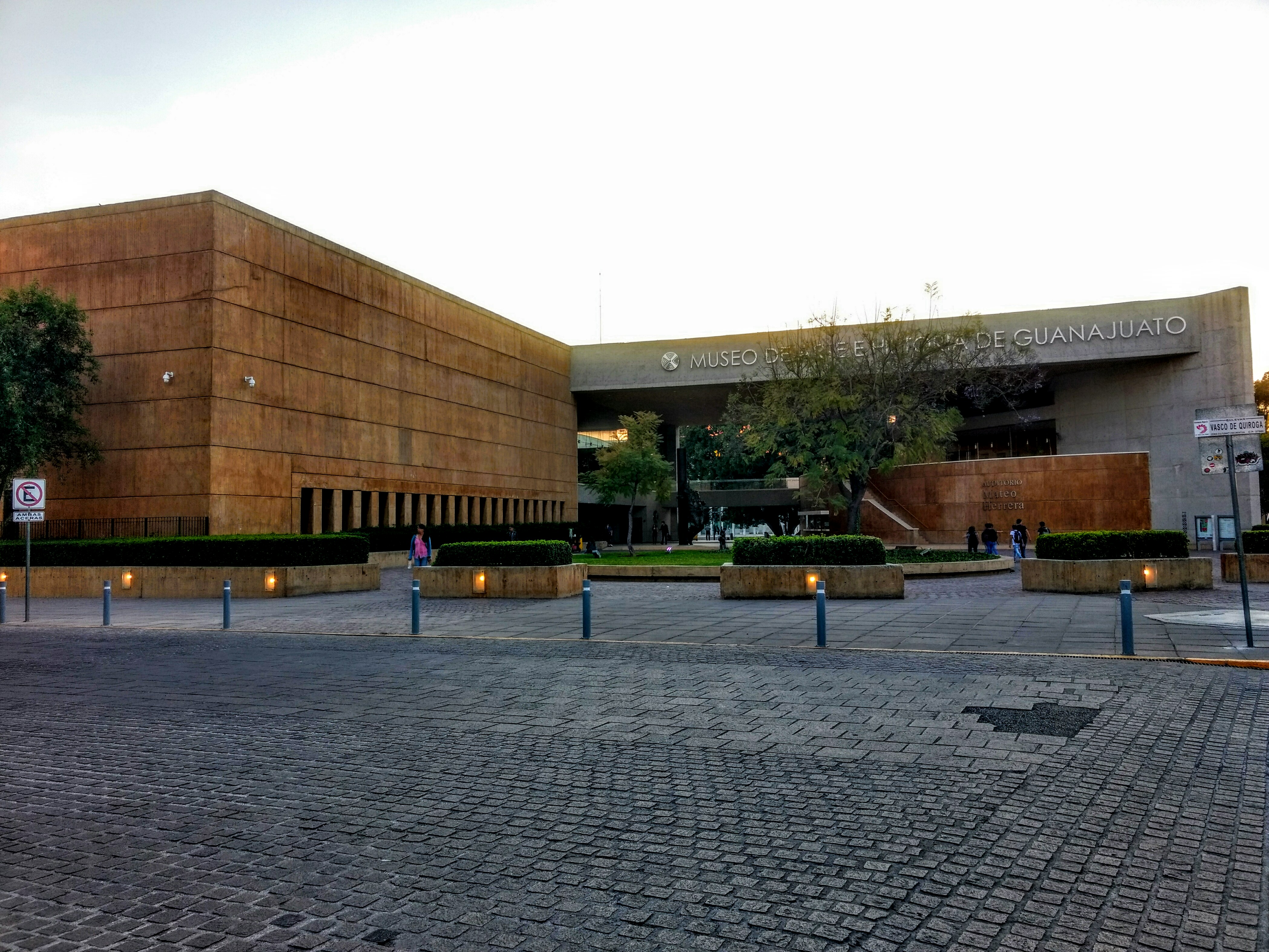
Museo de Arte e Historia de Guanajuato.

Continúa en el Fórum Cultural Guanajuato, con:
- Museo de Arte e Historia de Guanajuato
- Biblioteca Central Estatal Wigberto Jiménez Moreno
- Teatro Bicentenario
- Auditorio Mateo Herrera
- Jardín de las Esculturas

Después, sigue con la Calzada de los Héroes, con:
- Puente del Amor
- Paseo de la Calzada
- Monumento Torero Rodolfo Gaona
- Panteón taurino. Cantina de tradición en la ciudad. en este lugar han estado personalidades como: José Alfredo Jiménez, Lucha Villa, Cantinflas, Pedro Infante, Jorge Negrete, Lola Beltrán, Javier Solís, Vicente Fernández, Luis Miguel, Lucía Méndez, Juan Gabriel, Chavela Vargas, Alejandro Fernández, fundado en el año 1931. El Restaurante Museo Panteón Taurino debe su nombre a la afición de su fundador Filiberto Guerra el famoso "Chato" por la Fiesta Brava. Su arquitectura simula una plaza de toros; su interior está formado por el ruedo, callejones, palcos de prensa, etc. Su decoración está formada por criptas y retratos de toreros, los cuales fueron realizados por el artista leonés David Rincón Gallardo. El Museo Panteón Taurino es único en el mundo, y por eso su fama ha trascendido fronteras. Entre sus objetos dignos de admirar se encuentra la cabeza del toro "Gordito", lidiado por Rodolfo Gaona en Madrid en 1908 y un sinfín de artículos y fotografías que hacen del Panteón taurino un lugar único en su especie.
- Arco de la Calzada

Pasa después por la calle Madero:
- Templo Expiatorio
- Restaurantes, bares y cafeterías

Y luego en el centro histórico:
- Parroquia del Sagrario
- Presidencia Municipal
- Casa de la Cultura
- Archivo Histórico Municipal
- Catedral Basílica Metropolitana
- Restaurantes, bares y cafeterías
- Fuente de los Leones
- Kiosco del Jardín Principal
- Monumento a Cri-Cri
- El tradicional edificio de Correos de México

Termina en la antigua Plaza del Mariachi.

### Fórum Cultural Guanajuato

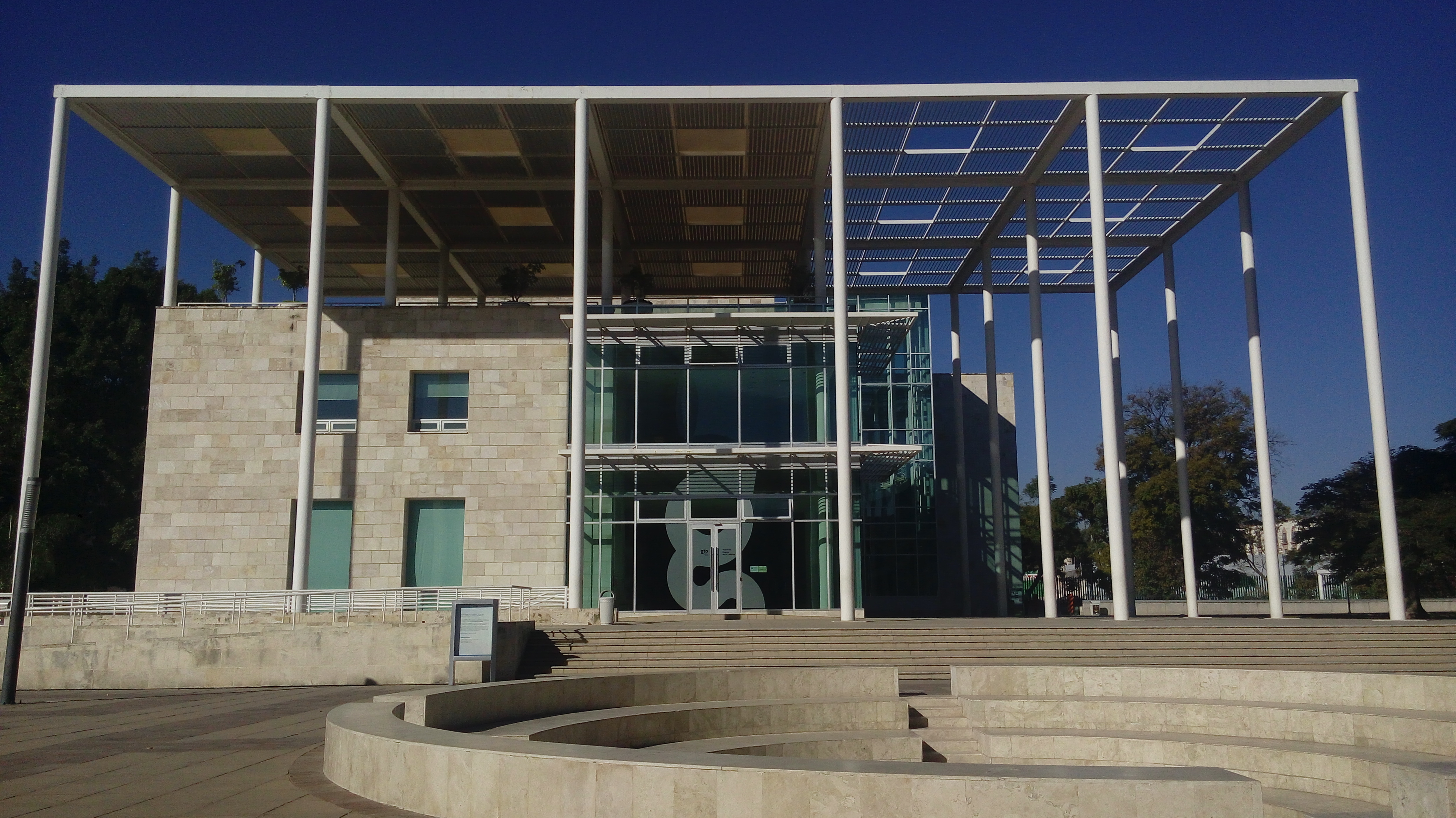
Biblioteca Central Estatal en el FÓRUM.

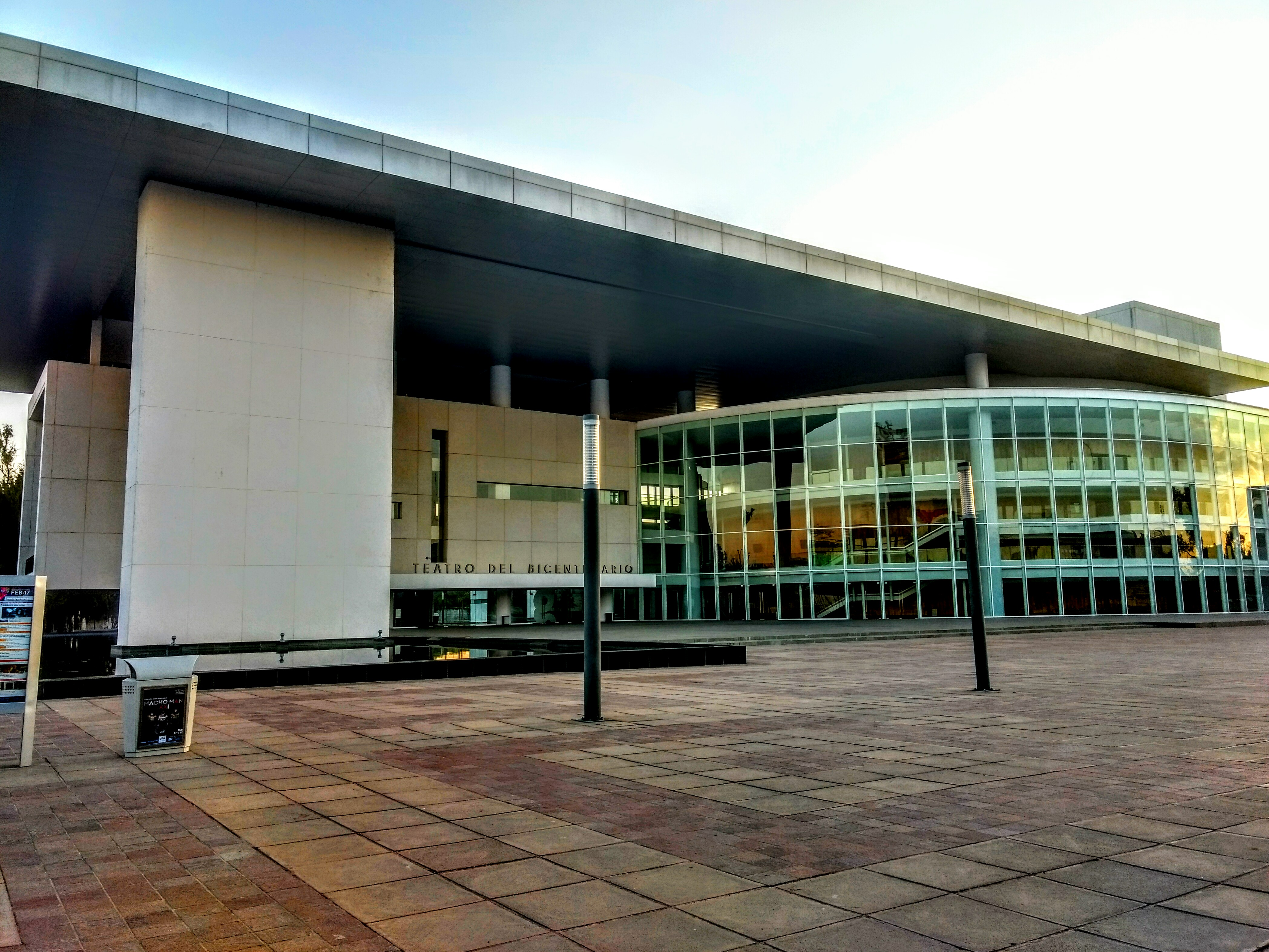
Teatro Bicentenario.

Ubicado en un área aproximada de 9 hectáreas, es un complejo cultural, espacio de entretenimiento y formación artística que promueve la profesionalización de los artistas regionales, la formación de públicos, así como el turismo cultural. Está compuesto por:
- Biblioteca Estatal Wigberto Jiménez Moreno. Con tecnología de punta y más de 170 mil volúmenes, el Instituto Estatal de la Cultura ofrece los servicios de esta biblioteca con una capacidad de atender hasta 2 mil 400 usuarios al día, a través de: Sala de lectura general, Biblioteca infantil y bebeteca, Colecciones especializadas y Sala Braille.

- Museo de Arte e Historia de Guanajuato. La identidad cultural, las raíces históricas, el devenir y la producción artística de Guanajuato, desde la prehistoria hasta nuestros días, son el acervo y vocación de este Museo que cuenta con: Sala de historia y arte regional, Sala de escultura, Sala de exposiciones temporales, Auditorio "Mateo Herrera" y Librería.

- Calzada de las Artes. Área común de los recintos del Forum, conformada por fuentes y jardines. En este espacio se llevan a cabo con frecuencia eventos gratuitos, como conciertos, obras teatrales, exposiciones de esculturas, entre otros.

- Unidad Académica para la Cultura y Arte. La amplitud del proyecto del Forum Cultural Guanajuato complementa y unifica su concepto con la Unidad Académica para la Cultura y Artes de León. Adscrita a la Universidad de Guanajuato, ofrece los programas de: Licenciatura en Cultura y Arte, Diplomados, Talleres y Cursos.

- Teatro del Bicentenario. Con la premisa de ser considerado como el mejor teatro de ópera de América Latina, es un recinto de vanguardia con capacidad para albergar a 1 500 personas y donde se pueden disfrutar diversas expresiones artísticas como ópera, música, teatro y danza.Poliforum León. Hotel Marriott.

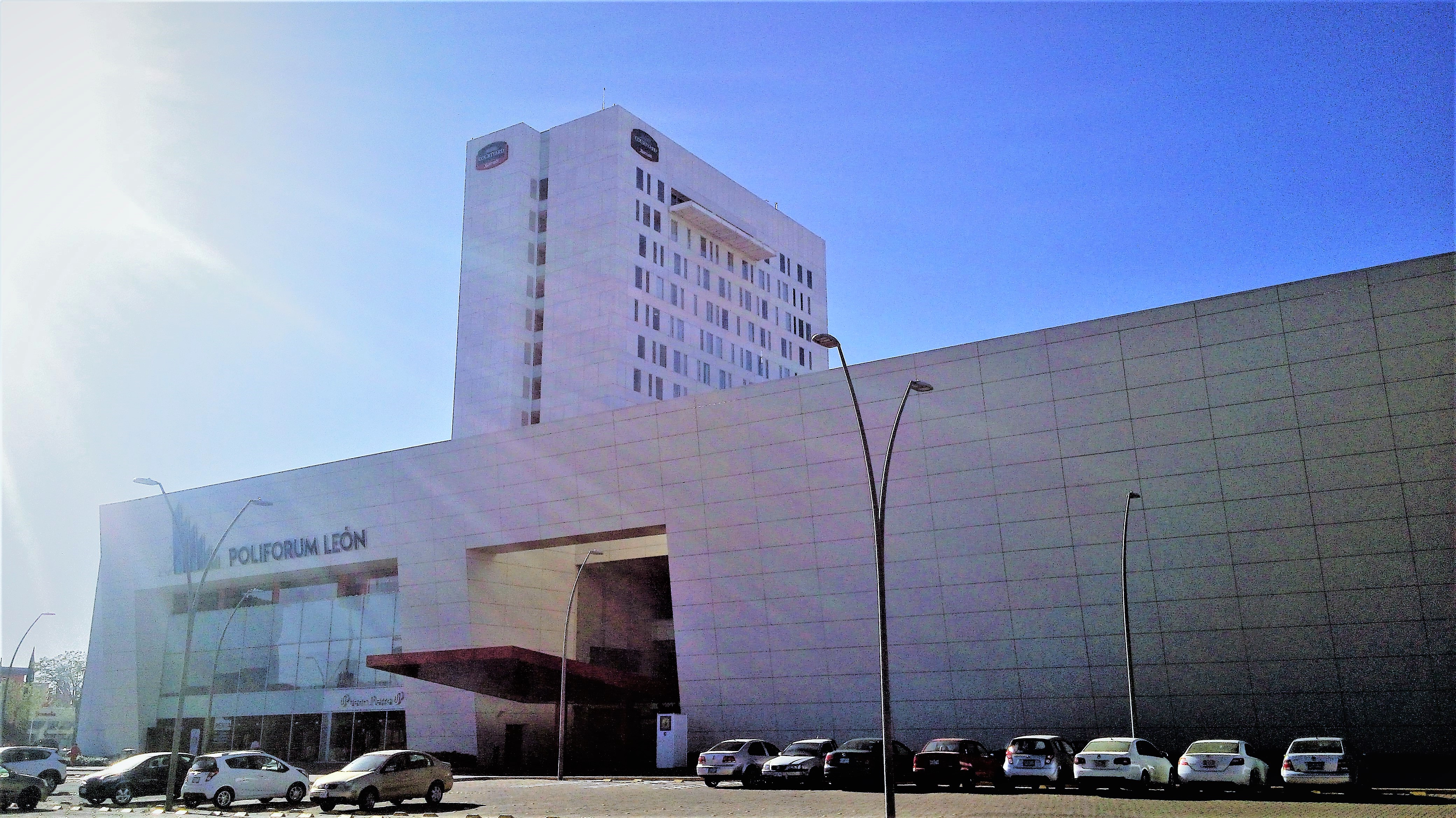
Poliforum León. Hotel Marriott.

- Poliforum León. Originalmente creado como el Centro de Convenciones y Exposiciones de León (CONEXPO) en 1978, es actualmente el centro de convenciones más grande de América Latina, único con hotel (Marriott categoría especial), aquí se llevan a cabo eventos anuales de impacto mundial, tales como exposiciones de la industria del calzado (ANPIC y SAPICA), convenciones médicas, de negocios, de entretenimiento, eventos culturales, sede del Rally Guanajuato, conciertos populares, así como su integración a la Feria Estatal de León, lo que lo ha convertido como el segundo recinto con más ferias en México, solo después del WTC de la CDMX. Poliforum León se convirtió en el primer centro de negocios del País en recibir el sello Professional Conference Organizers Meetings México, (PCO MM), este distintivo convierte al recinto en un referente de competitividad y calidad en la Industria del Turismo de Reuniones, en México.

### Centros comerciales
- centro histórico: es el primer cuadro de la ciudad, hay restaurantes, bares, hoteles, bancos, cafeterías, tiene como atractivo la ruta del peatón desde la plaza del mariachi, hasta el polifórum, con vistas magníficas de la Catedral, templo Expiatorio, presidencia municipal, arco de la calzada y el polifórum.
- Plaza Mayor: Ubicada al norte de la ciudad, estuvo en remodelación para ampliar su oferta comercial. Cuenta con tiendas ancla de distintos rubros.
- Centro Max: está ubicada al sur de la ciudad, y entre su oferta comercial tiene tiendas de electrónica, ropa y departamentales.
- Factory Shops León: Importante Centro Comercial con marcas de lujo de renombre mundial y nacional a precios de Outlet. Además de variadas opciones de comida.
- City Center: Fashion Mall y Centro de Negocios y Residencial, está ubicado en la zona norte de la ciudad, y se destaca por su arquitectura y funcionalidad, se espera su apertura en octubre de 2024.
- Altacia: Fashion Mall de reciente creación, está ubicado en la zona sur de la ciudad, y se destaca por su arquitectura sustentable y de vanguardia.
- Galerías Las Torres: ubicado al nororiente de la ciudad.

- Torre 40 Lumiêre. La torre más alta de León y del Bajio, tiene 42 pisos y 162mts. de altura, es una torre departamental de lujo, es la torre no. 36 más alta de México.

### Parques

#### Parque Hidalgo
El parque data de la época de la Nueva España, se le conocía como paseo del Ojo de Agua. En 1883 fue inaugurado como el Parque ‘Manuel González’, en honor al entonces presidente de la República y posterior gobernador de Guanajuato, pero en el Centenario de la Independencia lo bautizaron con el nombre del Padre de la Patria, y desde ese momento se le conoce como el Parque Hidalgo.

#### Parque Ecológico Metropolitano
Este pulmón verde aporta un área de esparcimiento en conjunción con la naturaleza que lo convierte en el sitio ideal para quienes gustan de hacer deporte al aire libre, gracias a sus 2 pistas de poco más de 7 km para corredores y bicicletas, que rodean la presa a través de bellos paisajes.
El parque Metropolitano tiene zonas para acampar con seguridad todo el año, sanitarios, restaurantes, servicio médico y todo para la comodidad de sus visitantes.
Es el lugar donde se desarrollan eventos de gran calidad durante el año como el Festival Internacional de Globos Aerostáticos, el más grande de Latinoamérica, que se celebra cada año en el mes de noviembre; Triatlónes, Carreras Atléticas, Eventos Culturales entre otras.

#### Parque Metropolitano Oriente
Parque Metropolitano Oriente se construirá en un terreno de propiedad federal de 284 hectáreas, el cual se encuentra bajo custodia de la Secretaría de la Función Pública, y de manera particular del INDAABIN (Instituto Nacional de Administración y Avalúos de Bienes Nacionales). Se localizará en el corredor Metropolitano León Silao, con acceso vía la carretera a Comanjilla y un tramo de terracería próximo a la comunidad de Albarradones.

#### Parque Los Cárcamos
El parque Cárcamos es un área ecológica el cual cuenta con una extensión de 11 hectáreas, ubicado al norte de la ciudad a unos metros del Parque Metropolitano.
Este parque en su mayoría está lleno de lomas cubiertas de un pasto en excelentes condiciones, el cual da una vista increíblemente natural, además de contar con una pista para corredores la cual atraviesa y recorre este parque.
Además cuenta con un lago, al que llegan diferentes tipos de aves, tales como, patos canadienses, patos silvestres, cormoranes, gallaretas.
Dentro de este parque también se encuentra un invernadero, el cual alberga plantas de muy diversos tipos, como palmas, sangre libanesa, arabias.
La entrada al Parque Los Cárcamos es gratuita, solo los días festivos se cobra una cuota de $ 5.00.
Los días domingos tienen exposiciones de productos orgánicos para su venta.

#### Parque La Sardaneta
El parque lineal con una longitud de 4.4 km conecta al Parque Metropolitano Norte con el Parque Zoológico de León, este consiste en ocho puentes peatonales, 26 plazas de convivencia con juegos y aparatos de ejercicio, zona extrema para destrezas de patinaje, bicicleta y parkour, cuatro canchas de usos múltiples, 43 muros grafiti, más de 100 bancas con palapas, 150 bancas metálicas, 115 contenedores de basura reciclada, 350 letreros informativos y de localización, andador, ciclovía, carril para atletismo y vía para el tren neumático. La unificación de estos parques lo convierte en el más grande de América Latina.

#### Parque Guanajuato Bicentenario
Ubicado en el municipio de Silao de la Victoria, en la zona conurbada de León. Es un lugar que conjuga esparcimiento, aprendizaje y diversión para todos. Cuenta con aproximadamente 14.5 ha donde llevan a cabo eventos y expresiones relacionadas con la educación, la cultura y la tecnología para fortalecer la identidad y los valores que nos distinguen como guanajuatenses y mexicanos.
Cuenta con ocho recintos expositivos. Cinco son permanentes:
- El pabellón del mañana con la exposición: 390 ppm, Planeta alterado, Cambios Climáticos y México.
- El pabellón de la Historia con la muestra: México, Un paseo por la historia.
- El pabellón Iberoamérica y sus bicentenarios.
- El pabellón de las Fuerzas Armadas con la exposición Memorabilia.
- El pabellón de la Visita Papal de Benedicto XVI a la Zona Metropolitana de León y a la Ciudad de Guanajuato Capital

#### Centro de Ciencias Explora
Explora es uno de los más conocidos y mejor equipados museos y centros interactivos de ciencia de México y de América Latina.
Explora fue creado por el Patronato de la Feria Estatal de León. Actualmente es administrado por el Patronato de Explora, un organismo descentralizado de la administración municipal integrado por representantes del sector gubernamental, de la comunidad científica y de organismos intermedios de la sociedad. El Centro de Ciencias, que abrió sus puertas por primera vez en noviembre de 1994, es visitado por unas 200,000 personas cada año, de los cuales alrededor del 43 % son escolares en grupo.
Los principales recursos del Centro de Ciencias Explora, en 10 200 m² de área construida, son:
- Seis salas temáticas con exhibiciones, la mayoría de tipo interactivo
- Teatro de Alta Definición Leonardo Da Vinci, con 296 asientos y un sistema de proyección de películas de gran formato 3D con Dolby Atmos
- Un área para exposiciones temporales
- Auditorio Isaac Asimov para proyecciones y actividades de divulgación
- El Taller de las Tecnologías Emergentes, Tecnotrón
- El Aula de la Ciencia, un peculiar laboratorio para actividades experimentales
- Tres talleres de ciencias
- Un salón de ahorro de energía eléctrica, llamado Pónte las Pilas
- El Cabús de las Ideas, un taller enfocado a la práctica de habilidades mentales de niños pequeños
- Dos salones de actividades múltiples, llamados Galileo y Lev S. Vygotsky
- Cafetería La manzana de Newton
- Tienda de recuerdos y juegos educativos El Péndulo
- Áreas de servicios y oficinas

#### Parque Zoológico
El Zoológico de León se encuentra ubicado en camino a Ibarrilla km 6 en áreas donadas en los años 50 para crear un parque. El proyecto fue enviado al Departamento de Obras Públicas del Estado y fue fundado el 19 de septiembre de 1979.
El Zoológico de León se presenta como una de las mejores opciones para la convivencia familiar, en un ambiente de conservación y de respeto hacia los animales.
En 1994 se creó la clínica veterinaria, y desde el 2002 se presenta el Safari Nocturno. Además, a partir del 10 de noviembre de 2006 abre sus puertas el Safari Zooleón, con recorridos guiados y un mayor acercamiento con las especies; bajo el concepto de una sabana africana, con animales en semilibertad.
Cuenta con 240 especies distintas y más de 2000 animales, ocho especies únicas en México.

#### Acuario Sealand León
El acuario se ubica en el centro comercial Altacia, con un área de construcción de 41,000 m2, cuenta con 14 mil ejemplares de 300 especies diferentes en sus instalaciones, además de varias salas de observación. Se inauguró el 5 de agosto del 2017.

### Ferias

#### Feria Estatal
La Feria Estatal de León se celebra desde 1876, para conmemorar el aniversario de la fundación de la ciudad, y recibe a la fecha alrededor de 6 millones de visitantes. Es considerada una de las ferias más importante de México, por su tamaño, cantidad de visitantes, proyección internacional y eventos de clase mundial. Se lleva a cabo en los meses de enero y febrero, e incluye un desfile, juegos mecánicos, artistas, exposiciones ganaderas y artesanías guanajuatenses. Las instalaciones de la feria se ubican en Bulevar Adolfo López Mateos Oriente 1820, La Martinica, 37500 León, Guanajuato. La feria abre sus puertas desde las 10 de la mañana. La feria es organizada por el Patronato de la Feria Estatal de León y Parque Ecológico.
La edición 2019 tuvo una asistencia de 6.5 millones de visitantes.

#### Feria Nacional del Libro
La FeNaL (Feria Nacional del Libro) de León es un espacio de encuentro en el mundo de la literatura y un lugar para hacer negocios en el centro del país. Cuenta con el apoyo y participación del CONACULTA, CANIEM, Gobierno del Estado, el Instituto Estatal de la Cultura, Bibliotecas públicas municipales y estatales, entre otras empresas e instituciones, así como uno de los recintos feriales más importantes del país, el Poliforum León.

#### Feria Zoo
También conocido como Zoo león, abrió sus puertas en 1979 y en la actualidad alberga a más de 1,200 animales de 180 especies diferentes. Preocupados por la fauna nacional en sus instalaciones se han reproducido pavones, lobo gris mexicano, águila real y otras especies. Podrás recorrer las siete hectáreas en su Safari o Safari Nocturno, aunque este último sólo se lleva a cabo el último viernes de cada mes. 
Con el objetivo de ofrecer a los visitantes del Parque Zoológico de León un atractivo extra, la exposición ‘Huellas de vida’ llega al zoo y permanecerá ahí hasta el 10 de enero, anunciando que se extenderá la fecha hasta el 30 de enero de 2016 para ofrecer un viaje interactivo a través de las distintas etapas de La Tierra y mostrar algunas de las especies que han habitado en ella, a través de figuras gigantes, robots, esqueletos y fósiles reales.
‘Huellas de vida’ es un espacio dedicado a la celebración de la biodiversidad, dirigido a todo público. Esta exposición ha visitado con anterioridad numerosos centros educativos como el Museo del Desierto de Coahuila, el Museo de Historia Natural de la Ciudad de México y el Museo de Ciencia y Tecnología de la Universidad Nacional Autónoma de México, por mencionar algunos.
En el verano, en el Parque Zoológico de León, realizan una feria con duración de 2 semanas en sus instalaciones; con pabellones gastronómicos, juegos infantiles y presentación de artistas locales y nacionales.

### Exposiciones

#### SAPICA
SAPICA (Salón de la Piel y el Calzado) es la exposición de calzado y artículos de piel más grande de América Latina, organizada por la Cámara de la Industria del Calzado del Estado de Guanajuato (CICEG).
Esta plataforma es de suma importancia para la economía tanto del país como del Estado de Guanajuato, ya que impulsa y genera el crecimiento de las PYMES (pequeñas y medianas empresas). El sector cuero, calzado es la base de la economía de la ciudad, sin dejar de mencionar que es una de las más grandes ferias de calzado en Latinoamérica.
Al mismo tiempo, es una de las plataformas para los nuevos talentos, diseñadores y empresarios de la ciudad de León, Guanajuato. En donde el Gobierno apoya de manera económica para poder exponer sus productos a clientes potenciales.

#### ANPIC
ANPIC La Feria de América es el evento de proveeduría más importante del continente Americano para la industria Cuero-Calzado, Marroquinería y sectores relacionados como la Industria Mueblera y Automotriz.
En esta plataforma de negocios en su edición anterior se reunieron más de 315 marcas expositoras en más de 1,1 ha de exposición de los siguientes sectores: 1.- Maquinaria y Equipo; 2.- Componentes, Accesorios y Herrajes; 3.- Sintéticos y Textiles; 4.- Hormas, Tacones y Suelas; 5.- Curtidos y Pieles; 6.- Productos Químicos y 7.- Instituciones de Servicio.
En marzo de 2015, ANPIC ha cambiado de nombre a APIMEX (Asociación de Proveedores Industriales de México), esto se debe a que León ya se abrió más al mercado y dejó de ser solo Industria de Calzado, ahora el impulso se está generando en más industrias que van en ascenso como la automotriz y los proveedores que suministran este importante ramo.

## Arte, cultura y tradiciones

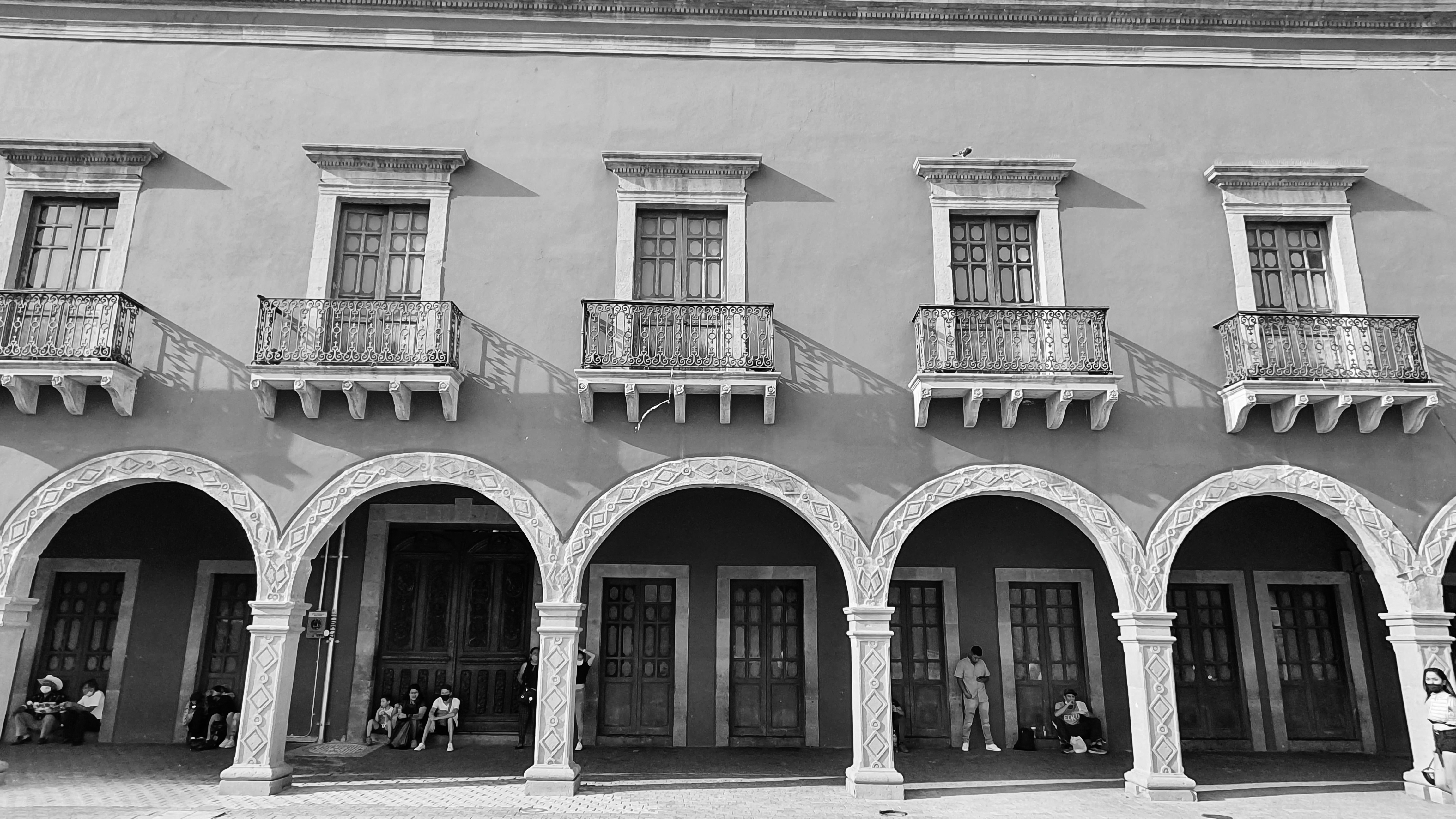
Fachada de la Casa de la Cultura Diego Rivera

- Círculo Leonés Mutualista: fundado en 1901. Está situado en La Zona Peatonal, en la calle Madero 129, Ofrece diversos talleres y manifestaciones culturales, artísticas y de convivencia. Cuenta con galería de arte, teatro y una biblioteca con algunas publicaciones del siglo XVIII, todo en un hermoso edificio de estilo neoclásico.
- Casa de la Cultura “Diego Rivera”: situada en la Plaza Fundadores, dentro del centro histórico, presenta una fachada de estilo barroco, construida en el siglo XX. El edificio lleva el nombre del famoso muralista guanajuatense. Ofrece varias actividades culturales como baile, clases de artesanías, pintura, dibujo, teatro, ballet, entre otros.
- Casa de la Cultura “Efrén Hernández”: ofrece diversos talleres que permiten a una población variada acercarse al arte y la cultura.
- Casa “Louis Long”: Luis Long, destacado arquitecto llegado a León en 1877, habitó en esta casa hasta su muerte en 1927. Veinte años antes inició la construcción de la torre en la huerta posterior. Ahí estaban sus habitaciones y sus talleres de relojería y astronomía, entre otros. Luego de los últimos trabajos de restauración en 2012, en el patio posterior del inmueble se encontraron los restos de un caballo y una bala de cañón, además de un pozo antiguo, sede oficial de la Escuela de Música de León. El Museo Casa Luis Long es el proyecto inmediato. La torre de ladrillo, a espaldas del Teatro Doblado, sorprende a los visitantes. En el patio central se ha instalado una escultura de Luis Long realizada por Terrés. Merecido homenaje al londinense que intervino en el desarrollo arquitectónico de León y otras ciudades del Bajío.
- Centro Cultural “San Gabriel”: se inició el 1 de enero del año 2000 y desde entonces se imparten talleres de música, artes plásticas e idiomas.
- Escuela de Artes Plásticas “Antonio Segoviano”: recibe su nombre en honor a este pintor leones fallecido en 1956 y quien realizó en el siglo XX una abundante obra de pintura y de enseñanza en la que destaca la decoración de los templos de la Tercera Orden y la Capilla de Belén, así como abundantes retratos; pero quizá el mérito mayor de Segoviano fue la generosidad con al que impartió sus conocimientos cuando se los solicitaban, sin haber jamás percibido pago por ello. Ofrece cursos de pintura, dibujo, grabado, escultura, fotografía, historia del arte, teoría del arte, talleres infantiles, talleres de adolescentes y cómic así como diplomados en pintura, escultura y grabado.
- Escuela de Música “Silvino Robles”: nombrada así en honor a Silvino Robles Gutiérrez (1914-1990) quien fuera Director de la Escuela Superior de Música de León, Sochiantre de la Catedral de León, Fundador y Presidente de la Sociedad Leonesa de Conciertos, Maestro de Canto Gregoriano en el Seminario de León y en la Escuela Preparatoria. Ofrece educación musical especializada.
- Teatro Manuel Doblado: edificio construido en 1869, de estilo neoclásico, sus interiores fueron totalmente remodelados en art déco a mediados del siglo XX. Cuenta con un aforo para 1388 espectadores. Tiene anexa la galería Jesús Gallardo con exposiciones de obra plástica de primer nivel.
- Teatro María Grever: inaugurado en el año 2000 debe su nombre a la cantautora leonesa María Joaquina de la Portilla Torres conocida por su nombre artístico María Grever, quien nació en esta ciudad el 16 de agosto de 1894 y a quien recordamos con canciones como “Cuando vuelta a tu lado”, “Júrame” entre otras. Desde su inauguración el Teatro María Grever ha sido un espacio dedicado a la promoción de los artistas locales al ser un foro abierto para sus propuestas, ha sido sede del Festival Internacional Cervantino. Su aforo es de 288 personas.[23]

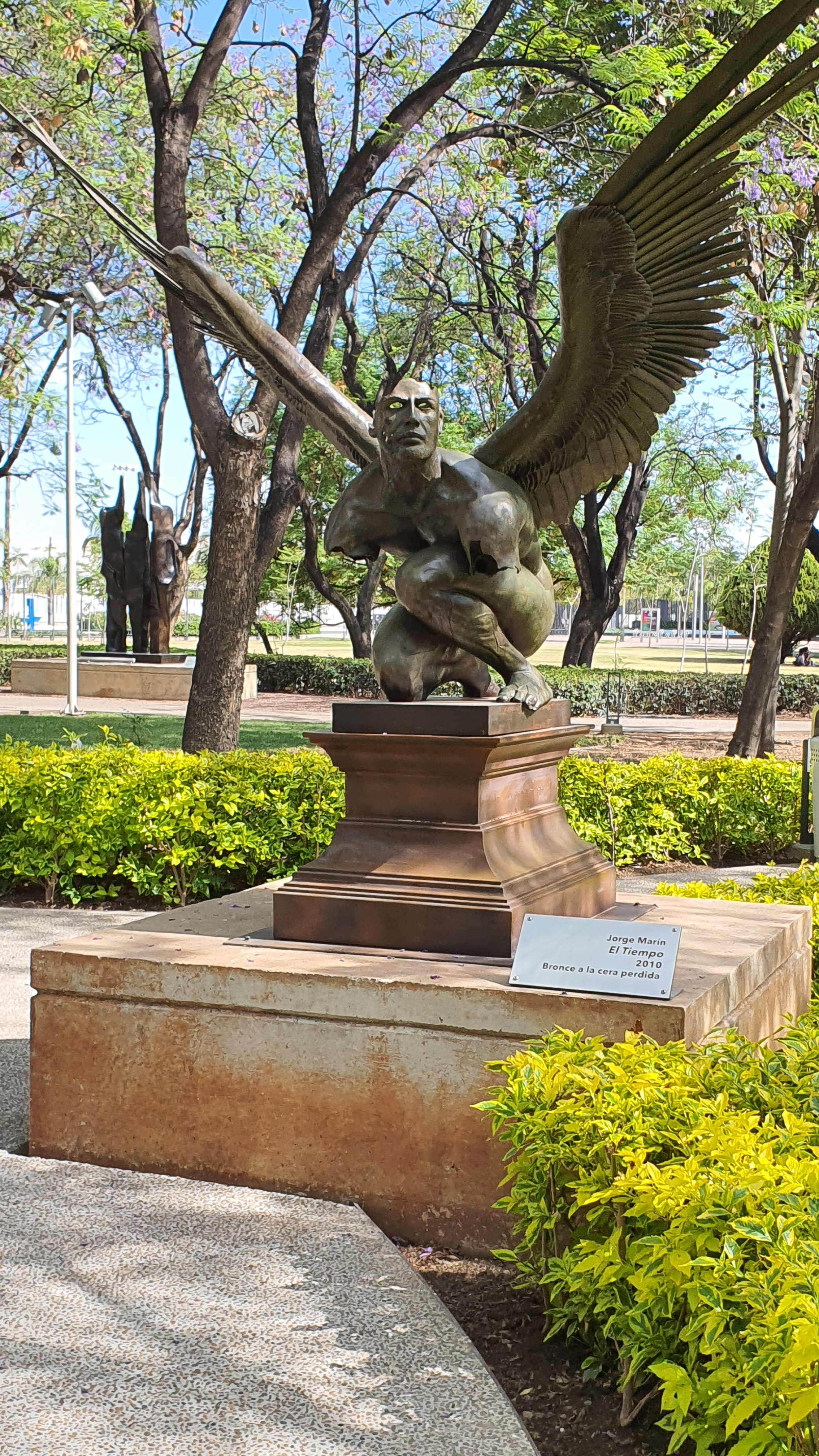
Escultura "El Tiempo" de Jorge Marín

- Fórum Cultural Guanajuato: complejo cultural, espacio de entretenimiento y formación artística y cultural ubicado en un área aproximada de 9 ha, compuesto por: Biblioteca Central Estatal Wigberto Jiménez Moreno, Museo de Arte e Historia de Guanajuato del Fórum Cultural Guanajuato, Unidad Académica para la Cultura y Artes de León de la Universidad de Guanajuato y Teatro del Bicentenario. Fue diseñado por el arquitecto estadounidense Didi Pei y financiado por los gobiernos estatal y federal, así como de iniciativa privada a través de la Fundación Cultural Guanajuato. Sus primeros elementos, la biblioteca y la Unidad Académica, fueron inaugurados el 7 de septiembre de 2006, el Museo de Arte Historia de Guanajuato opera desde julio de 2008, y el Teatro del Bicentenario se inauguró el 7 de diciembre de 2010.
- Plaza de Gallos: edificio del siglo XVIII, un recinto que fue el foro más importante durante mucho tiempo en la ciudad. El inmueble fue ocupado para eventos como peleas de gallos, fiestas taurina, obras de teatro, musicales de alto nivel, entre los mejores artistas de le época que se presentaron podemos menciona a Ángela Peralta. La lucha libre también estuvo presente en la Plaza de Gallos, ya que fue escenario de enfrentamientos entre El Santo, Blue Demon, El Cavernario Galindo y Black Shadow, hasta aproximadamente 1944, cuando construyeron la Plaza de Toros La Luz. Tuvo un evento del entonces candidato a la presidencia de la república Francisco I. Madero. Lamentablemente el lugar fue descuidado y abandonado por muchos años , pero después de tantos años de deterioro se inició una etapa de remodelación arquitectónica del inmueble para poder conservar las imágenes monumentales de la Plaza de Gallos. El recinto para 1800 valía alrededor de 7 mil pesos, hoy en día está valuada por 7 millones de pesos, una edificación que se destaca por su asombrante fachada arquitectónica neoclásica y barroca. Y fue hasta los años 60 que la plaza de gallos dejó de funcionar como centro de espectáculos y hoy en día inicia su conversión a un lugar turístico.
- Festividad del 12 de enero: día dedicado a San Juan Diego, se celebra desde el 12 de enero de 1876. En este día los leoneses se visten de inditos con trajes de manta y típicos mexicanos, acuden al Templo del Santuario de Guadalupe – Patrona de los Mexicanos, al Cerrito de San Lorenzo, desde las 6:00 y hasta las 21:30 para celebrar llevando a sus hijos vestidos de “Juan Dieguitos” cargando huacales con adornos como alimentos y “Lupitas” honrando a la Virgen de Guadalupe – “La Morenita del Tepeyac”. El primer obispo de la diócesis de León, José María de Jesús Diez de Sollano y Dávalos, dispuso que el 12 de enero de 1876 fuera el “Día de los inditos“. Feligreses acuden en peregrinación en una manifestación de fe en la Festividad de los Inditos que supera las 15 mil personas, por lo que asegurando la fluidez en atrio de los devotos se omite la celebración de misa. En el Centro se cierran las calles las calles aledañas al santuario para montar venta de objetos religiosos, alimentos como antojitos, tacos y enchiladas, así como instalaciones de juegos mecánicos y esta se vuelve una convivencia familiar donde católicos asisten en una verbena popular para recibir bendiciones con agua bendita de imágenes religiosas, flores y alimentos como pan y preparados dispuestos en charolas o canastas, mismos que se degustan al finalizar el recorrido. En el Mercado Aldama, en la calle Leona Vicario y alrededores se instalan puesto de venta de los trajes, sombreros, huaraches, paliacates, sarapes de jerga, bigotes, hupiles, rebozos, blusas, faldas, trenzas postizas, collares, pulseras y huacales de carrizo o madera y sus adornos naturales o de plástico como chorizo, frutas y legumbres que lleva colgados. Es una tradición adquirir una fotografía instantánea en los escenarios montados por fotógrafos con imágenes de San Juan Diego y la Virgen de Guadalupe, así como utensilios y decorados evocando las actividades de los Inditos y la aparición de la “Santísimas Madre”.
- Fiesta en honor a la Virgen Santísima de la Luz: el 7 de mayo, los obreros de la ciudad acuden en peregrinación a la Catedral Basílica, para adorar a la Santísima Virgen de la Luz, patrona de la ciudad.
- Bendición de los Panes: el 10 de septiembre se celebra la bendición del pan en el templo de San Nicolás, mientras que en sus afueras se venden antojitos y pan en miniatura.

### Gastronomía
- Alimentos: se acostumbra comer tacos, las carnitas de cerdo estilo Guanajuato, birria, menudo, chicharrones duros y de lonja, pan de maíz,guacamayas, pambazos, gorditas de horno, gordas de elote, enchiladas, atoles, los encurtidos, frutas en vinagre de piña y manzana, y el mole rojo muy al estilo de la región, enchiladas mineras, milanesas estilo León, cortes de carne, chorizo, bistec, arrachera, costilla, filete, caldo de oso, piña con canela. El día de Todos los Santos y de Muertos, el fiambre: fruta en vinagre con embutidos de cerdo y desde luego, el postre muy leonés, el guayabate o cajeta de guayaba con camote morado.
- Golosinas: se consumen principalmente los dulces de elaboración familiar, como las frutas cubiertas, las cocadas, las conservas, las jaleas, los buñuelos, el camote cocido, el arroz con leche.
- Pan de dulce: los panes tradicionales llevan los sugestivos nombres de: elotes, chamucos, novias, pelonas, conchas, amores de granillo, chorreadas, sevillanas, roscas de canela y de vapor, cuernos, bolas y cajas de manteca, calzones, ladrillos, cáscaras, y pellizcos.
- Antojitos: las "Guacamayas" - torta o emparedado de duro de puerco con salsa -, "los Caldos de Oso" y las "Bombas" - Pedazos de jícama y queso cotija en jugo enchilado de limón y vinagre de piña -, Las "Chalupas" - Pepino con cebolla, queso cotija y vinagre de piña.
- Bebidas: la bebida tradicional es la cebadina, agua fresca de cebada a la cual se le agrega bicarbonato de sodio al momento de consumirla.
- Bolis: el postre helado tradicional es el boli, alimento congelado de origen natural en presentaciones de pequeñas bolsas, distribuidos por el niño boli.

### Festivales y campeonatos internacionales

#### Festival Internacional del Globo

El Festival en 2012.

El Festival Internacional del Globo recibe aproximadamente 600 mil personas cada año, se lleva a cabo en el parque Metropolitano de la ciudad de León, y en su edición 2010 contó con 200 globos aerostáticos comandados por pilotos famosos. Los globos hacen su aparición en el cielo leonés a las 7am y hay un espectáculo nocturno, en le cual los globos vuelan por encima de las aguas del parque metropolitano.
En el año 2007 obtuvo un récord de asistencia con 210,000 visitantes en 4 días. En el 2008 se llevó a cabo la sexta edición con la participación de 90 globos.
En el 2010 se obtuvo el mayor número de asistentes en un día: 120,000 en domingo; además, se contó con la participación de 200 globos bajo la temática de “200 años, 200 Globos”, con base en los festejos del Bicentenario.
En el año 2011 el Festival del Globo fue el evento turístico más rentable de León. Con la participación de 200 globos aerostáticos, provenientes de Estados Unidos, Brasil, Austria, Bélgica, Países Bajos, Alemania y México este festival se convirtió en el más grande de Latinoamérica y el segundo más importante del mundo, sólo después del que se realiza en Albuquerque, Nuevo México, donde vuelan 537 globos.
En la edición 2013 y 2014 tuvo una afluencia de poco más de 500,000 personas, procedentes de todo México y del extranjero, 200 globos volaron por el cielo de León.
Los hermanos Joseph-Michel y Jacques-Étienne Montgolfier fueron los precursores de la aerostación. El 4 de junio de 1783 realizaron su primera aventura, al lograr elevar una bolsa esférica de lino forrada de papel llena de aire caliente, logrando recorrer 2 km durante 10 min, alcanzando una altitud de casi los 2000 m . En el año de 1783 se realizó el primer vuelo con personas, alcanzando una altitud de 1000 m .
Todo comenzó un 26 de febrero de 1842, cuando la aerostación en México vio la luz gracias al guanajuatense Don Benito León Acosta y Rubí de Celis, intrépido piloto que logró despegar en un globo aerostático fabricado por él mismo, desde su ciudad natal, Guanajuato, con la firme intención de aterrizar en Dolores Hidalgo, convirtiéndose así en Héroe Nacional al ser el primer aeronauta mexicano. Sin embargo, su rumbo se vio forzado a cambiar para llegar finalmente a Río Verde, en el estado de San Luis Potosí, lo que convirtió a esta aventura en una verdadera hazaña nunca antes vista, transformando la figura de León Acosta, de inmediato, en el primer aeronauta de la historia del país.
El Festival Internacional del Globo en León, Guanajuato nació en diciembre del año 2002, 160 años después, el ejemplo de Don Benito sirvió para dar vida al Festival Internacional del Globo (FIG), con la participación de 27 globos aerostáticos.
FIG mantiene un crecimiento de un 1,250% desde sus inicios, al lograr reunir durante 12 ediciones, a más de 2 millones de personas, que año con año disfrutan de este gran espectáculo. Actualmente, es el evento más importante en América Latina en su género y uno de los más reconocidos a nivel mundial. continúa en la búsqueda de posicionarse como el segundo en importancia a nivel mundial.
En el 2013, el FIG reunió 200 globos aerostáticos con pilotos de más de 15 países, donde más de 20 globos tienen espectaculares formas, se lleva a cabo durante 4 días con más de 405 mil visitantes, generando una derrama económica de 425 millones 622 mil 593 pesos y una ocupación hotelera del 100% en León y ciudades vecinas.Se realiza en el marco del Parque Metropolitano de León, Ubicado en la Presa del Palote, donde además de admirar los globos existe un área donde se puede acampar.
El Festival de Globo se ve enriquecido con las múltiples actividades durante todo el día que se organizan como conciertos, concursos, exhibiciones y una zona de gastronómica para toda la familia. Participantes vienen hasta León desde Alemania, España, Estados Unidos, Bélgica, Brasil, Argentina, Venezuela, Costa Rica, Colombia, Ecuador, Canadá y México ente otros países, llenando de emoción y alegría a todos sus asistentes de todas las edades que disfrutan el festival integrado a la familia.
En 2014, el FIG estuvo de vuelta y presentó nuevamente 200 globos aerostáticos, con 25 increíbles figuras especiales, un programa lleno de música, color y actividades para toda la familia.
La edición 2015, tuvo una afluencia de más de 500,000 personas.
Desde la edición 2016, artistas de talla internacional han venido al evento a dar conciertos, como Inna, Dua Lipa, Steve Aoki entre otros.
En 2019, Martin Garrix visitó León por primera vez.
En 2020, el evento hizo historia al ser llevado a cabo totalmente de forma virtual, llegando a millones de hogares en México y el mundo gracias a la transmisión en vivo de todas las actividades de esta edición.

#### Festival Internacional de Arte Contemporáneo
El Festival Internacional de Arte Contemporáneo se realiza desde el año 1993. Desde sus inicios cuenta con espectáculos de música y danza de artistas locales que se muestran en los diversos escenarios culturales de la ciudad, así como en la Casa de las Monas, antigua Casa de la Cultura. Estos artistas locales generaron expresiones innovadoras que dejaron de imitar las tendencias mundiales para crear las propias.

#### Festival Internacional de Cine
El FICL nace a través de la Escuela de Artes Visuales Guanajuato, como un proyecto que aspira a convertirse en uno de los festivales más importantes de México, debido a la relación que se tiene con otros certámenes, instituciones gubernamentales, el sector privado, productores, directores y actores. Rusia, Grecia, Egipto e Irán son algunos países que han participado en este encuentro. Las actividades de la primera edición se complementaron con un homenaje a Jorge Pantoja Merino, fundador del Cineclub de la Universidad de Guanajuato. El Festival Internacional de Cine de León, se suma a una lista que ya supera los 100 certámenes fílmicos que se realizan en México anualmente.

#### Festival Internacional Cervantino
Conjunción de esfuerzos institucionales, el Festival Internacional Cervantino con subsede en esta ciudad, es posible gracias al propio festival, al Gobierno del Estado de Guanajuato a través del Forum Cultural Guanajuato y la Presidencia Municipal, a través del Instituto Cultural de León y la Dirección de la Ciudad Histórica.

#### Campeonato Mundial de Rally de la FIA
El Corona Rally México es un magno evento de autos de rally. Es una fecha del Campeonato Mundial de Rally (WRC) de la FIA, entró en el calendario del mundial en 2003 y actualmente es el único evento del WRC desarrollado en Norteamérica.

#### Campeonato Mundial de Motocross de la FIM
El Campeonato Mundial de Motocross MX1 en León, se realizó el 13 y 14 de septiembre del 2014 en el Parque Metropolitano, fué la penúltima fecha del calendario mundial, es una competición de motocross regulada por la Federación Internacional de Motociclismo (FIM). El campeonato se inauguró en 1957 como continuación al Campeonato de Europa que se había disputado desde 1952. Había una sola categorías, los 500 cc, pero en 1962 se incluye la de 250 cc y en 1975 la de 125 cc.

## Transporte

### Sistema Optibús
El Sistema Integrado de Transporte (SIT - Optibús) es el principal operador de traslado masivo de personas en la ciudad. Este BRT autobús de tránsito rápido (en inglés, Bus rapid transit) comenzó a operar el 26 de septiembre de 2003.

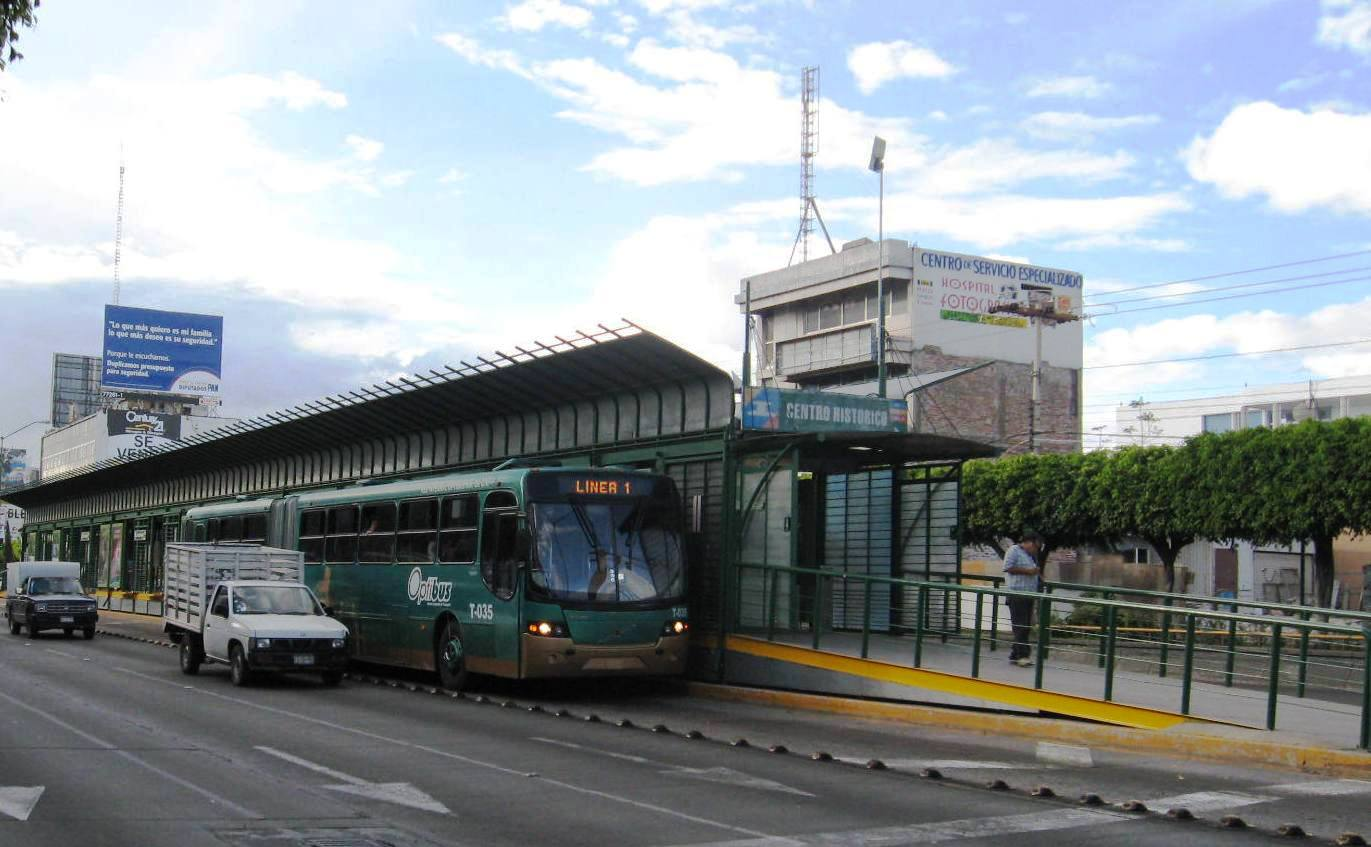

A pesar de existir una necesidad imperativa de un sistema de Transporte Subterráneo “Metro”, que originalmente se había proyectado su construcción con dos líneas, León fue la primera ciudad en el país que implementó el sistema de autobuses articulados (BRT) bajo el modelo del Transmilenio de Bogotá; siguiendo su ejemplo, posteriormente se implementó en Monterrey como Transmetro; luego, en la Ciudad de México, como Metrobús, en Guadalajara como Macrobús y Puebla conocido como Red Urbana de Transporte Articulado (RUTA).

### Sistema Interurbano de Movilidad “UneBus”
UneBus, integra los servicios urbanos y suburbanos, así como a los diferentes modos de transporte como automóvil y bicicleta en un solo sistema; se busca un menor tiempo de traslado, al hacer eficiente los tiempos, accesibilidad del servicio para reducir el uso del automóvil particular y contar con esquemas tarifarios integrados.
La primera etapa, inicio operaciones a mediados de 2018 y comprende Zona Metropolitana de León que consiste en el eje Purísima del Rincón, San Francisco del Rincón, León de Los Aldama, Silao de la Victoria y Guanajuato Capital, beneficiará a 2 millones 128 mil 611 personas, que representan cerca del 40 por ciento de la población; 4 de cada 10 guanajuatenses serán atendidos.
Las Centrales de Transferencia Modal –CETRAMS–, que serán como centrales de autobuses, donde los usuarios podrán dejar su vehículo o bicicleta y moverse en UneBus, estarán listas para el segundo trimestre de 2018. En la Ciudad de León estarán en Soriana Maravillas, Chedraui Polifórum, CentroMax y El Puente del Milenio, mientras que las de San Francisco-Purísima, Silao de la Victoria y Guanajuato Capital; tendrá paraderos sobre la Carretera 45 (León – Silao) en Santa Ana del Conde, Comanjilla, MASECA y Colonias Nuevo México. Este servicio contempla el uso para el Guanajuato Puerto Interior y el Aeropuerto Internacional de Guanajuato (León/Bajío).
La II etapa del Unebus está proyectada arrancar a finales del 2018, contempla la ampliación del sistema hacia Silao, Irapuato, Salamanca y Celaya. Con la esta etapa, se estarán beneficiando a 856 mil 340 personas, beneficiando en total en las dos etapas a más de 3 millones de personas que representan más del 50 por ciento de la población, y llegar a una tercera etapa con una meta de 7 de cada 10 guanajuatenses.

### Ciclovías
En la ciudad, el 80 por ciento de los habitantes se desplazan en transporte público, bicicleta o caminado. La industria manufacturera está integrada por más de 9 mil empresas que le dan empleo a alrededor de 200 mil trabajadores, ciudadanos que utilizan con mayor frecuencia la bicicleta para trasladarse a sus centros de trabajo. En 1997 el IMPLAN realizó el “Estudio integral de ciclovías de León”, en ese momento el municipio contaba con tan sólo de ciclovías.
En el 2009 el Instituto implementó la actualización del Plan Maestro de ciclovías, el cual establece un sistema de unificación en las redes ciclistas, en el cual se propone la construcción de una red ciclista con un sistema continuo, cómodo y seguro con el fin de promover e incentivar el uso de este medio de transporte, más allá de lo que se utiliza actualmente.

Hoy en día, León ocupa el tercer lugar a nivel Latinoamérica en la red de ciclovías.[cita requerida] Un estudio elaborado por el Observatorio de Movilidad Urbana para esta región del continente ubicó a la ciudad, sólo detrás de Bogotá, Colombia y de Curitiba en Brasil.
León cuenta con la red de ciclovías más importante de la República Mexicana, esto según estudios del Instituto de Transporte y Políticas de De-sarrollo (ITDP).

### Transporte aéreo
El Aeropuerto Internacional de Guanajuato (código IATA: BJX, código OACI: MMLO), puesto en servicio en 1991 en sustitución del antiguo Aeropuerto de León (conocido comúnmente como Aeropuerto de San Carlos, hoy sede de la Universidad Tecnológica de León). Maneja el tráfico aéreo nacional e internacional del área que incluye la Zona Metropolitana de León, así como de todo el Estado de Guanajuato y la región de los Altos de Jalisco; el aeropuerto opera 190 vuelos semanales; aunque se encuentra en el municipio vecino de Silao de la Victoria.
Hay vuelos internacionales de manera directa a los Estados Unidos de América; y con las conexiones en la Ciudad de México, Monterrey, Cancún, Los Cabos, Puerto Vallarta, Tijuana, Ciudad Juárez, Saltillo, Atlanta, Las Vegas, Houston, Dallas, Los Ángeles, Oakland, Chicago, San Francisco y Detroit; es factible viajar sin complicaciones a Canadá, Centroamérica, Sudamérica, Europa, Asia, Oceanía y África.

### Transporte terrestre

#### Estación Central de Autobuses
La Estación Central de Autobuses de León, localizada en la Zona Piel sobre la avenida Hilario Medina, sirve como centro de conexión con muy variadas ciudades de México, especialmente en la zona central, del norte, noreste y todo el Pacífico. Misma que fue inaugurada en el año 1969 y que a través de estos años ha sido remodelada para una mejor funcionalidad.
Ofrecen sus servicios de transporte de pasajeros foráneos diversas líneas como ETN (Enlaces Terrestres Nacionales), Ómnibus de México, Estrella Blanca, Elite, Futura, Transportes Chihuahuenses, Primera Plus, Servicios Coordinados, Ómnibus Mexicanos, UNEBUS, Rojos de los Altos, Anáhuac,Turistar Lujo, Grupo Flecha Amarilla (originario de la misma ciudad) y varias otras líneas con servicios del tipo económico, de primera clase, de lujo y ejecutivos.

#### Terminal Metropolitana
La Terminal Metropolitana de León, localizada en la Zona de Centro de León, sobre la tradicional avenida Miguel Alemán, disfruta de servicio de transporte desde la Zona Centro de la ciudad hacia otras ciudades de la área metropolitana no sede León (Silao, San Francisco del Rincón y Purísima, a comunidades circunvecinas (La Ermita, Centro Familiar La Soledad, Medina, Duarte, Plan de Ayala, San Juan de Abajo, Álvaro Obregón "Santa Ana del Conde", San Juan de Otates, San Nicolás de los González), a destinos estratégicos (Puerto Interior, Aeropuerto, Planta Automotriz de General Motors y Parque Guanajuato Bicentenario) y a ciudades cercanas a la Zona Metropolitana de León (Romita, Guanajuato Capital, San Felipe, Ocampo, Irapuato y Lagos).[cita requerida]

#### Autopistas y carreteras
Las autopistas y Carreteras con las que cuenta la ciudad son:
- Carretera León-Silao-Irapuato (MEX45) (libre hasta la entrada a Salamanca): por esta vía, se llega principalmente a las ciudades de Silao, San Luis Potosí (vía Silao-San Felipe), Guanajuato Capital, Pénjamo (vía La Piedad), Irapuato, Salamanca, Celaya, Morelia, Querétaro y a la Ciudad de México.
- Autopista León-Lagos de Moreno-Aguascalientes (MEX45D) (Cuota): vía con peajes, por ella se puede llegar a Lagos de Moreno, San Juan de los Lagos, Guadalajara y Aguascalientes.
- Autopista León-Salamanca-Morelia-Ixtapa (MEX43D) (Cuota): alternativa a la carretera León-Silao-Irapuato, y por ella se llega a Romita, Salamanca, Morelia e Ixtapa-Zihuatanejo.
- Carretera León-Lagos de Moreno (MEX45) (Cuota): vía que llega a las ciudades de Lagos de Moreno, San Luis Potosí, San Juan de los Lagos, Guadalajara y Aguascalientes.
- Carretera León-Cuerámaro (Libre): se llega a las ciudades de Cuerámaro y Pénjamo.
- Carretera León-San Felipe (GTO87) (Libre): por esa vía, se llega a las ciudades de San Felipe, Ocampo y San Luis Potosí.
- Carretera León-San Francisco del Rincón (Libre), también conocida como "Eco-Bulevar": se llega a las ciudades de San Francisco del Rincón, Manuel Doblado, Pénjamo, La Piedad y Guadalajara.
- Se está construyendo el Eje Metropolitano Purísima-San Francisco-León-Guanajuato Puerto Interior-Silao-Romita-San Francisco.
- Carretera León-Guanajuato-San Miguel de Allende.

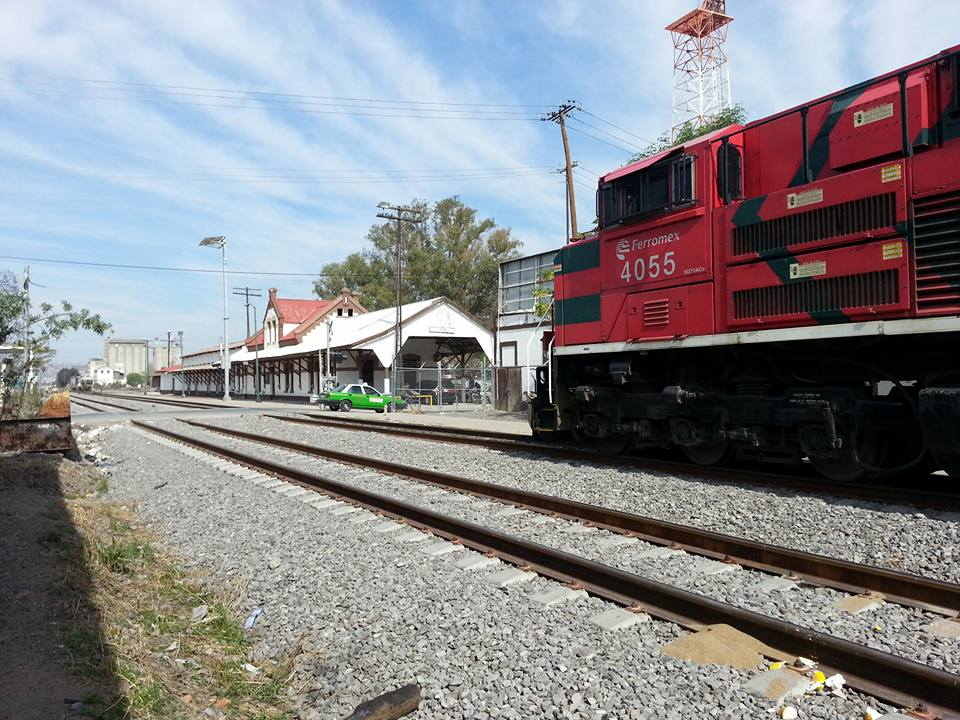
EMD SD70ACe detenida en la Estación de León.

### Terminal especializada de carga ferroviaria

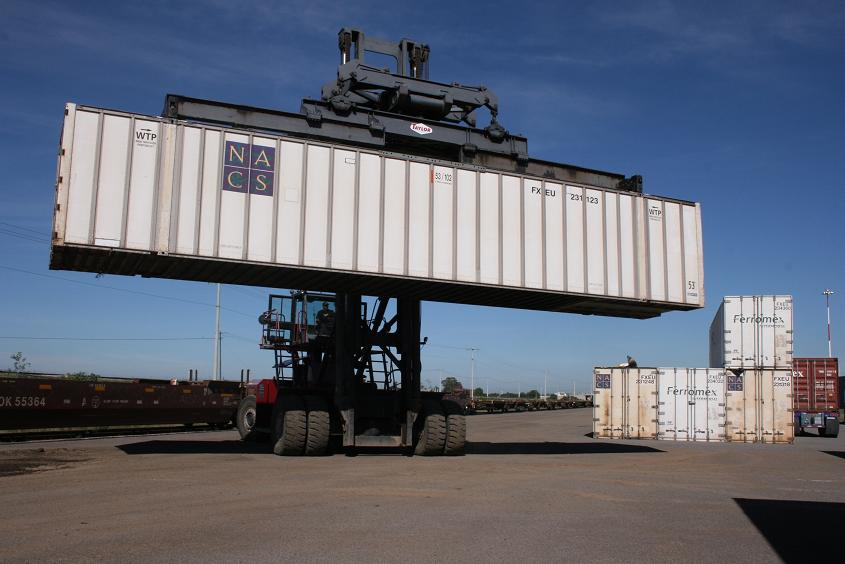
Terminal Ferroviaria GPI.

Se encuentra integrada a Guanajuato Puerto Interior. Maneja el transporte ferroviario intermodal de mercancías desde y hacia cualquiera de los puntos en la red nacional del país, incluyendo las principales ciudades, puertos marítimos y fronteras internacionales. Este puerto intermodal cuenta con servicios directos desde el Bajío hasta Chicago y El Paso, en Estados Unidos.
León se comunica por ferrocarril con ciudades como Aguascalientes, Torreón, Guadalajara, Ciudad Juárez y la Ciudad de México. la línea ferroviaria pertenece a Ferromex.
León fue el primer destino del ferrocarril central mexicano desde 1882 hasta 1909 que se continuó la construcción hasta el norte del país. cuenta con una estación de ferrocarril ubicada en el sur de la ciudad, sobre el blvd timoteo lozano esquina calle independencia, en el barrio de San Miguel. actualmente solo pasan trenes de carga.

## Industrias
León es una ciudad del estado de Guanajuato que se destaca por su importante industria zapatera. Según el Archivo Histórico Municipal, la fabricación de los primeros zapatos data del año de 1645, en aquella época los artesanos zapateros trabajaban con herramientas rudimentarias, ya para 1872 y con el establecimiento de la primera fábrica, se empezó a utilizar maquinaria especializada.
Con la llegada del ferrocarril, la ciudad de León fue pionera en la exportación de este producto a los Estados Unidos. Desde la década de 1920 muchos de los talleres se convirtieron en grandes empresas. Actualmente la ciudad de León produce más del 72% [1] de la cadena industrial nacional de este rubro. Actualmente, en Guanajuato existen 3 mil 394 unidades económicas asociadas al sector zapatero, y el 85 por ciento de ellas son micro, pequeñas y medianas empresas.

### La industria del software
Muchas empresas dedicadas al desarrollo y mantenimiento de software de otros estados de la república mexicana e incluso de otros países han visto en la ciudad de León, una zona interesante para invertir en tecnologías de la computación y complementar otras industrias como la automotriz y electromecánica.
La demanda de las carreras en ingeniería en sistemas computacionales, licenciatura en informática e ingeniería en administración de tecnologías de la información han exigido mayor demanda en los últimos años. Y es que con el éxito de los teléfonos inteligentes, la ubicación geográfica de la ciudad en el país y en América Latina, la metrópoli del Bajío la han convertido en punto estratégico para invertir en otros rubros muy ajenos al calzado generando empleos directos e indirectos.
La empresa americana UST Global dedicada a proveer soluciones y servicios E2E se instaló en la carretera León-Cuerámaro procedente de un acuerdo con el expresidente Vicente Fox con el fin de apoyar a emprendedores y líderes en México. Otras empresas locales como Infoware han capacitado personal para dar mantenimiento a los líderes nacionales bancarios como Banamex dando mantenimiento a sus sistemas de créditos y afores. Empresas de Guadalajara han visto en la ciudad un mercado que va en aumento y requiriendo mayor número de expertos en el área de sistemas computacionales, por esta razón han invertido en capital humano para atender dichas demandas creando sucursales locales, tal es el caso de la empresa ISI que a través de outsourcing brinda dichos servicios. Otras empresas ofrecen recursos humanos para el florecimiento de esta industria son PRODESIS y e-Nfinito.

### Parques industriales
Se están desarrollando varias vocaciones, aparte de la industria de la piel y el calzado, la cual se produce más del 65% del Calzado en México, la industria curtidora,  química, agroindustrial, la investigación en medicina de alta especialidad, el turismo de negocios, y los centros universitarios y de investigación que han llegado a la ciudad han convertido a esta en un centro de atracción nacional para estudiantes, obreros y profesionistas. Gracias a esta gran oferta educativa, de investigación y laboral permite que una gran cantidad de mexicanos y extranjeros desarrollen sus habilidades y destrezas en las vocaciones de la zona.
PILBA. En este parque industrial, se está construyendo la planta de llantas francesa Michelin.

### Guanajuato Puerto Interior
Es un puerto seco industrial de grandes dimensiones y de plataforma de exportación mundial (Ubicado territorialmente en el Municipio de Silao Gto.). Creado en el año 2006 para impulsar el desarrollo del estado de Guanajuato, siendo sede la Zona Metropolitana de León. Actualmente alberga una de las zonas industriales de mayor importancia en la región del Bajío. La zona de Guanajuato Puerto Interior integra adicionalmente un parque industrial y de negocios que actualmente se encuentra en desarrollo. Esta zona está diseñada para alojar empresas comerciales y de servicios complementarios a las actividades logísticas y de manufactura que se están estableciendo en Guanajuato Puerto Interior. Algunos usos planeados para esta zona son hoteles de negocio, servicios bancarios y financieros, servicios de alimentos y conveniencia, servicios de transporte y logística y oficinas para diversos usos. Está ubicado en la zona estratégica en la ZML, entre León y Silao, muy cercana a la Planta Automotriz de General Motors. 
A diez años de su puesta en marcha, Guanajuato Puerto Interior (GPI) se ha posicionado como el motor del desarrollo del estado y el complejo logístico más importante no solo de México sino de América Latina.
Entre las empresas que se han agregado a esta zona se pueden contar manufactureras de talla internacional, tales como:
- Pirelli
- Volkswagen
- AAM - American Axle Manufacturing
- Tigerpoly
- Hino Motors (filial de Toyota)
- Guala Dispensing
- Mailhot
- Teco Westinghouse
- Samot
- Softer
- Sovere
- Hiroshima Aluminium
- Nestlé
- Empresa automotriz Macauto
- Hal Aluminium
- Asahi Aluminium México
- Nivea
- Bio Pappel Packaging
- SkyPlus

Ubicado estratégicamente cerca de los estados de Aguascalientes, San Luis Potosí y Querétaro; a 160 km a la redonda, se encuentran las armadoras: Mazda, Toyota, Honda, GM, VW, Nissan y BMW, convirtiéndolo en el clúster automotriz más importante de América.
- Zona franca (recinto fiscalizado estratégico)

Dentro del territorio de este parque industrial se introduce, manufactura, almacena y envía productos fuera de México sin el pago de impuestos al comercio exterior e IVA, siempre y cuando se retornen al extranjero.
- Centro de Servicios Comunitarios

Este centro se diseñó para dar servicio a las empresas instaladas en Guanajuato Puerto Interior y a sus empleados. Contiene una guardería, una estación de bomberos y un centro de atención médica con áreas de salud ocupacional y atención de emergencias. Estas instalaciones se encuentran incluidas dentro de un parque recreativo y deportivo.

### Parque Industrial General Motors Silao
General Motors tiene un parque industrial en la Zona Metropolitana de León; En 1994 surgió el Complejo Silao, las instalaciones más modernas con las que cuenta GM México. La relevancia de su operación está basada en su productividad y calidad, que le han llevado a implantar récords en el Harbor Report North America, y a merecer el Premio Nacional de Calidad.  El Complejo Silao cuenta con dos plantas, Estampados y Ensamble. La primera estampa toldos, puertas, cajuelas, etc. para su producción local y de exportación; la segunda, tiene como sus productos principales la Chevrolet Suburban y la GMC Yukon de exportación.

### Parque Industrial Las Colinas León
Grupo Lintel colocó la primera piedra del Parque Industrial Colinas de León, lugar que tendrá la capacidad para dar cabida a 60 empresas de la industria automotriz, manufactura y logística.
Esta infraestructura tendrá una superficie de 246 hectáreas, en donde las empresas ofrecerán de 15 mil a 20 mil empleos directos, 80 mil indirectos, además de los 100 mil contemplados de manera temporal durante la edificación.
La compañía estadounidense Oshkosh Corporation, fabricante de vehículos militares, de seguridad, emergencia y para la industria de la construcción, invertirá 100 millones de dólares en una planta en este parque industrial.

### Parque Industrial Las Colinas Silao
Grupo Lintel tiene un parque industrial en el municipio de Silao,  en donde se encuentran empresas de la talla de Continental Teves, Wrigley’s, entre otras empresas del sector automotor.

### Parque Industrial León-Bajío
El parque industrial ubicado en la Comunidad de Santa Ana del Conde es donde la empresa francesa líder en fabricación de neumáticos, Michelin, construirá una planta en León. Los datos del proyecto de inversión de Michelin en León son los siguientes: 100 hectáreas, 1,200 empleos en una primera etapa y 750 en segunda, la inversión de 660 millones de dólares en primera etapa y 640 mdd en una segunda, y una meta final de producción de 10 millones de llantas por año.

### Parque Industrial Stiva León
El Parque Industrial Stiva León se localiza en la periferia de la ciudad de León, dada su cercanía con modernas vías de comunicación aérea, vial y ferroviaria, le agrega importantes ventajas diferenciadoras.

### Parque Industrial PILBA León
En este parque industrial, se está construyendo la planta de llantas francesa Michelin.

### Parque Industrial San Crispín
El Fraccionamiento Industrial San Crispín está compuesto en su mayoría por empresas del ramo de la curtiduría, entre ellas ALFAMEX y CUEROMEX; así como también Vicenza empresa dedicada a la fabricación de calzado para dama en piel.

## Hospitales
La ciudad de León se está consolidando aparte de la industria en 3 ámbitos: Educación superior, turismo de negocios y Atención médica de alta especialidad.
Tiene hospitales muy equipados, en los cuales se atiende personas de todo el Bajio.
Privados:
- Hospital HR Raúl Hernández
- Therapy World Center
- Hospital Ángeles
- Hospital Aranda de la Parra
- Hospital Médica campestre
- Hospital CHRISTUS MUGUERZA Altagracia, primer hospital digital en el Estado de Guanajuato, y procesos totalmente digitalizados soportados con inteligencia artificial
- Hospital MAC
- Hospital Médica brisas
- Hospital Santé
- Hospital Siena
- Sanatorio Moderno
- Sanatorio Chávez
- Sanatorio López Valdivia
- Centro médico del Bajío

Públicos:
- IMSS
- ISSSTE
- Hospital de alta especialidad de León
- Hospital General de León, muy vanguardista en la región
- Hospital Materno Infantil
- Hospital Pediátrico
- Hospital Comunitario Las Joyas

## Corporativos nacionales
- Banbajío
- Caja Popular Mexicana
- HDI Seguros
- Corporativo Flecha Amarilla
- Corporativo Castores
- Corporativo Julián de Obregón
- Corporativo Transportes México-Ensenada
- Corporativo Tracusa
- Grupo Reyma
- Grupo Aranda de la Parra
- Algebasa
- Acerocentro
- UDL (Universidad de León), con presencia en el Centro Norte de México
- Química Central de México
- Call center Teletech
- Corporativo Bara (Femsa)
- Muñoz y Asociados
- Fábricas de Calzado Andrea
- Maseca
- Hoteles Real de Minas
- Hoteles México Plaza
- Hoteles Hotsson
- Grupo SONI
- Embotelladora AGA del Bajio
- Grupo 3 Hermanos
- Grupo Emca
- Grupo Flopper
- Grupo Alcon
- Grupo MDM
- Grupo Flexi
- Grupo Charly
- Grupo Coqueta
- Grupo Canal
- Grupo Forbex
- Grupo Emyco en quiebra
- Grupo Solder
- Grupo Cuadra
- Grupo Jaca
- Grupo Montana
- Grupo Rezza
- Grupo Polímeros y derivados
- Grupo Quin
- Grupo Bader
- Grupo Medina Torres
- Carrocerías de León
- Carrocerías Gámez
- Pasteurizadora León
- Botas Arango
- Bank of Tokio Mitsubishi UFJ
- Mizuho Bank México (Banco Japonés)
- Grupo RYD (Sport palace)
- Grupo Ecodeli
- Grupo Link
- Grupo a. m.

- Grupo Textiles León

## Medios de comunicación

### Televisión abierta
- XHLGT-TDT (Las Estrellas y Foro TV)
- XHLEJ-TDT (Canal 5)
- XHL-TDT (Bajío TV y NU9VE)
- XHMAS-TDT (Azteca Uno y ADN 40)
- XHCCG-TDT (Azteca 7 y a+)
- XHCTLE-TDT (Imagen Televisión, Excélsior TV y Maussan Televisión)
- XHLGG-TDT (Multimedios Television, Milenio Televisión y CGTN "China Televisión")
- XHTMGJ-TDT (Canal 13 y Canal RT Russia Today)
- XHSPRCE-TDT y XHSPRLA-TDT (Canal Catorce, once, TV UNAM y Canal 22)
- XHLEG-TDT (TVCuatro)

### Televisión de paga
- Megacable
- Telecable
- Sky
- Dish
- Star TV
- TotalPlay
- Izzi

### Periódicos y revistas
- El Sol de León de Organización Editorial Mexicana
- Noticias Vespertinas de Organización Editorial Mexicana
- ESTO del Bajío de Organización Editorial Mexicana
- AM León
- El Heraldo de León
- Milenio
- Gitio/Shimbun Periódico Japonés
- El Correo
- Al día
- Maxwell
- Revista 012
- Revista Que

## Educación
León es la ciudad con más universidades per cápita del país,[cita requerida] uno de los principales factores se debe a que es una de las ciudades más seguras del país, y tiene una gran oferta educativa, además es una ciudad con una oferta comercial muy variada; un polo de atracción para centros de estudio y de estudiantes en México y otros países, con la primera oleada en el siglo XX, entre el 68 y 72 con casas de estudios como la ULSA (antes UBAC), la Facultad de Medicina de la UG, la UEPCA (antes Epca) y el ITL. Y una segunda en 1978 con las prestigiadas UIA e ITESM; La ciudad despuntó como centro regional de estudios en el país. Hoy hablamos de una constante llegada de institutos, universidades y colegios de renombre y gran prestigio. Además de las anteriormente mencionadas se pueden hablar de instituciones de alto impacto como son: UNAM, IPN, ITL, UA, UNITEC, ULA, UTL, UNIVA, EBC, UDL, UNIPRO, UFM, entre muchas más.
En últimos años, el primer campus integral de la Universidad Nacional Autónoma de México fuera de la capital del país, transformó el rostro de las regiones Centronorte, Bajío y Occidente de México. El complejo tiene una perspectiva regional y alcance internacional, ofreciendo carreras muy solicitas como Odontología, dándole mayor oportunidad a los habitantes del estado pues solamente existía en las universidades privadas del municipio. Además del desarrollo de la zona educativa del Guanajuato Puerto Interior, en esta zona se encuentra desde 2009, la primera etapa de un campus universitario del Instituto Politécnico Nacional llamado Unidad Profesional Interdisciplinaria de Ingeniería Campus Guanajuato (UPIIG) que ofrece carreras profesionales de ingeniería relacionadas con la manufactura. Adicionalmente, en esta zona operará un centro de capacitación técnica industrial administrado por el CONALEP.

### Instituciones de nivel medio y medio superior

#### Públicas
- Escuela de Nivel Medio Superior de León UG (Preparatoria Oficial: Hnos. Aldama)
- Escuela de Nivel Medio Superior Centro Histórico León UG (Preparatoria Oficial: Álvaro Obregón)
- Escuela de Talentos Guanajuato Azteca León
- Escuela de Nivel Medio Superior Militarizada de León (Preparatoria Militarizada)
- Centro de Estudios Científicos y Tecnológicos del IPN (Las Joyas)
- Colegio Nacional de Educación Profesional Técnica (CONALEP: Silao, León I, II y III)
- Centro de Estudios Tecnológicos Industrial y de Servicios (CETIS: 21 y 77)
- Centro de Bachillerato Tecnológico Industrial y de Servicios (CBTIS: 225)
- Colegio de Estudios Científicos y Tecnológicos del Estado de Guanajuato (CECYTEG: León)
- Sistema Avanzado de Bachillerato y Educación Superior (SABES: León con 31 planteles en distintas colonias y comunidades rurales) [entre los SABES de colonias, existe uno en la zona de San Juan Bosco, específicamente en la colonia piletas IV que se encuentra entre las calles tacana y chinchon, limitando al oeste con el blvd Juan Alonso de Torres]
- Bachillerato de la Universidad Virtual del Estado de Guanajuato

#### Privadas
- Instituto Lux (Jesuitas)
- Instituto Jassá (Teresiano)
- Centro Comunitario Teresiano (Teresiano)
- Colegio Miraflores (Esclavas de la Eucaristía)
- Universidad Anáhuac "Bachillerato" (Legionarios de Cristo)
- Tec de Monterrey "Bachillerato" (Laico)
- Colegio La Salle (Lasallista: Panorama, Andrade y Peñitas)
- Universidad La Salle Bajío "Bachillerato" (Lasallista: Américas y Las Torres)
- Instituto Leonés (Franciscano)
- Universidad Franciscana "Bachillerato" (Franciscana)
- Liceo de León (Opus Dei)
- UDL "Bachillerato" (Laico: Juárez y Torres Landa)
- UNIVA "Bachillerato" (Católica)
- UNITEC "Bachillerato" (Laico)

### Instituciones de nivel superior

#### Públicas
- UNAM.- Universidad Nacional Autónoma de México
- IPN.- Instituto Politécnico Nacional
- UAM.- Universidad Autónoma Metropolitana
- UG.- Benemérita y Autónoma, Universidad de Guanajuato
- Instituto Tecnológico de León.-TecNM
- UPN.
- UPB.- Universidad Politécnica Bicentenario
- UVEG.- Universidad Virtual del Estado de Guanajuato
- SABES.- Sistema Avanzado de Bachillerato y Educación Superior

#### Privadas
- UIA.- Universidad Iberoamericana
- ITESM.- Instituto Tecnológico y de Estudios Superiores de Monterrey
- UA.- Universidad Anáhuac Sede Pontificio Instituto Juan Pablo II (Red Universidad Anáhuac)
- ULSA.- Universidad La Salle
- UFM.- Universidad Franciscana
- CEFTA.- Centro de Estudios Filosóficos Tomás de Aquino
- UVM.- Universidad del Valle de México
- UNIVA.- Universidad del Valle de Atemajac
- UDL.- Universidad de León
- EBC.- Escuela Bancaria y Comercial
- UNITEC.- Universidad Tecnológica de México
- UNIPRO.- Universidad Internacional de Profesiones
- ULA.- Universidad Latinoamericana
- UNEA.- Universidad de Estudios Avanzados
- UIN.- Universidad Insurgentes
- UMED.- Universidad Mexicana de Educación a Distancia
- UEPCA.- Universidad de Estudios Profesionales de Ciencias y Artes
- ICON.- ICON University (antes Politécnico de Guanajuato)
- UAD.- Universidad Autónoma de Durango

### Instituciones de investigación y parques de innovación
- CIATEC.- Centro de Innovación Aplicada en Tecnología Competitiva.
- CIO.- Centro de Investigaciones en Óptica.
- DCI.- División de Ciencias e Ingenierías de la Universidad de Guanajuato.
- DCS.- División de Ciencias de la Salud de la Universidad de Guanajuato.
- DCSH.- División de Ciencias Sociales y Humanidades de la Universidad de Guanajuato.
- UACA.- Unidad Académica para la Cultura y Artes de la Universidad de Guanajuato.
- GTP.- Guanajuato Tecno Parque de la Universidad de Guanajuato.
- UIAC.- Unidad de Innovación, Aprendizaje y Competitividad de la Universidad Iberoamericana.
- CIEN.- Parque Tecnológico CIEN del Instituto Tecnológico y de Estudios Superiores de Monterrey.
- PI. ULSA.- Parque de Innovación de la Universidad La Salle.

## Deportes

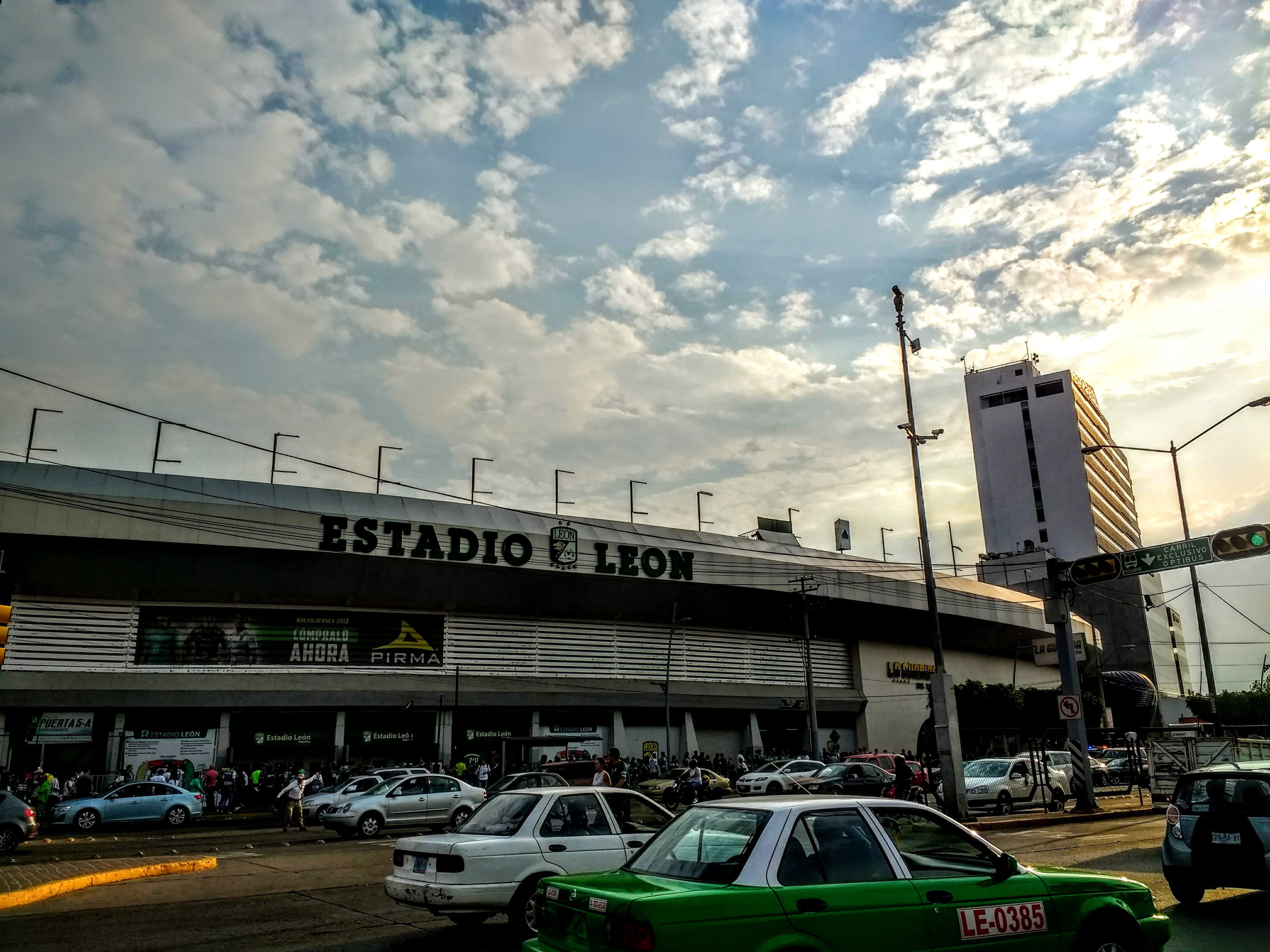
Estadio del Club León.

### Fútbol
La ciudad ha contado con 4 equipos profesionales que han militado en las máximas categorías del fútbol mexicano: El Club León fundado en 1944 en el caso de la rama varonil y también en la rama femenil fundada en el año de 2016 (aún sin ningún título en la Liga de Fútbol Femenil), en el caso de la rama varonil tiene en su haber 8 títulos de la Primera División de México (Temporadas 1947-1948, 1948-1949, 1951-1952, 1955-1956, 1991-1992, A 2013, C 2014 Y Guardianes 2020), 5 Copas México (1948-1949, 1957-1958, 1966-1967, 1970-1971 y 1971-1972) y 5 Campeón de Campeones (1948, 1949, 1956, 1971 y 1972), este club ha sido el primer equipo "Campeonísimo" en México, pues en 1948, obtuvo el campeonato de Liga y Copa a la vez. En total suma 17 títulos; ubicándolo como el tercer equipo más laureado en los torneos de México. El León ha hecho historia en el fútbol mexicano, en el torneo de Clausura 2019, puesto que ha logrado doce triunfos de manera consecutiva, lo que impone un récord para la Liga MX. Dicha racha conseguida por los esmeralda, deja atrás lo hecho por el Cruz Azul de la temporada 1971-72, quien logró -en ese entonces- 10 victorias al hilo; La Máquina culminó aquella campaña con el título de liga. El Club Deportivo Unión de Curtidores fue fundado el 15 de agosto de 1928. Debido a la cantidad de años e historia el club cuenta con una gran tradición en la ciudad, a pesar de que a lo largo de su historia no ha ganado un título de renombre. Y el cuarto equipo es El Club San Sebastián fue un equipo de fútbol que jugó en la Primera y Segunda división mexicana. Se les conocía como los Santos de León. El mote que recibió el equipo proviene de los Santos Patronos de la ciudad San Sebastián y San Martín. De la temporada 1945-1946 a la temporada 1950-1951 el equipo jugaría en primera división. Fueron 5 temporadas donde no logró pasar de media tabla y donde su mejor posición fue la 6.ª conseguida en las temporadas 1947-1948 y 1948-1949, con 28 puntos en ambas ocasiones. El equipo descendió a la recién formada Segunda división mexicana en 1951 bajo el mando del argentino Marcos Aurelio. Convirtiéndose así en el primer equipo descendido en la historia del fútbol mexicano, el Zacatepec ocuparía su lugar.
El Club León para los Torneos de Apertura 2013 y Clausura 2014, se convierte en Bicampeón de México por segunda vez en su historia; La primera fue durante las temporadas 1947-1948 y 1948-1949, siendo el primer equipo del país en lograr esta hazaña en torneos largos y cortos. Lo cual le permite disputar dos torneos continentales; la Copa Libertadores 2014 de la Conmebol, esta fue la primera ocasión del club en esta justa, llegando hasta octavos. En el torneo de Concacaf Liga de Campeones 2015, fue su segunda participación, ya que en su primera fue subcampeón en la edición de 1993. En el 2017 el club cumplirá 73 años de fundado, lo que lo hace uno de los más antiguos de la liga donde milita.
La ciudad cuenta con un estadio de amplia tradición en el país. El Estadio León en su nombre oficial, conocido coloquialmente como Nou Camp, construido en 1967 con un aforo para 35.000 espectadores, que ha sido subsede de las Olimpiadas de México 68, sede en el Mundial Juvenil de México 83 y sede de los Mundiales de México 70 y México 86, actualmente casa del Club León. La ciudad contaba con el estadio La Martinica 1950-2017 para 11 000 espectadores, el cual fuera por años casa del Club León, Unión de Curtidores y San Sebastián, debido al crecimiento de la ciudad, este estadio fue demolido y en su lugar se desarrolla un complejo comercial y de vivienda, anterior a los dos antes mencionados, existió el estadio Patria y el estadio Enrique Fernández ambos demolidos. Debido a la importancia de tener nuevos espacios más cómodos y eficientes se plantea la posibilidad de un Distrito Deportivo por la Zona de la Estación Maravillas del Sistema Integrado de Transporte Optibús, en donde se planea incluir un nuevo estadio para el soccer, uno para el béisbol y un auditorio de usos múltiples para básquet, voleibol y espacio para otras disciplinas como el squash, frontenis, tenis. Además de incluir áreas verdes, un hospital deportivo y una Universidad del Fútbol y Ciencias del Deporte Sede León y un Museo de la Piel y del Calzado.

### Baloncesto

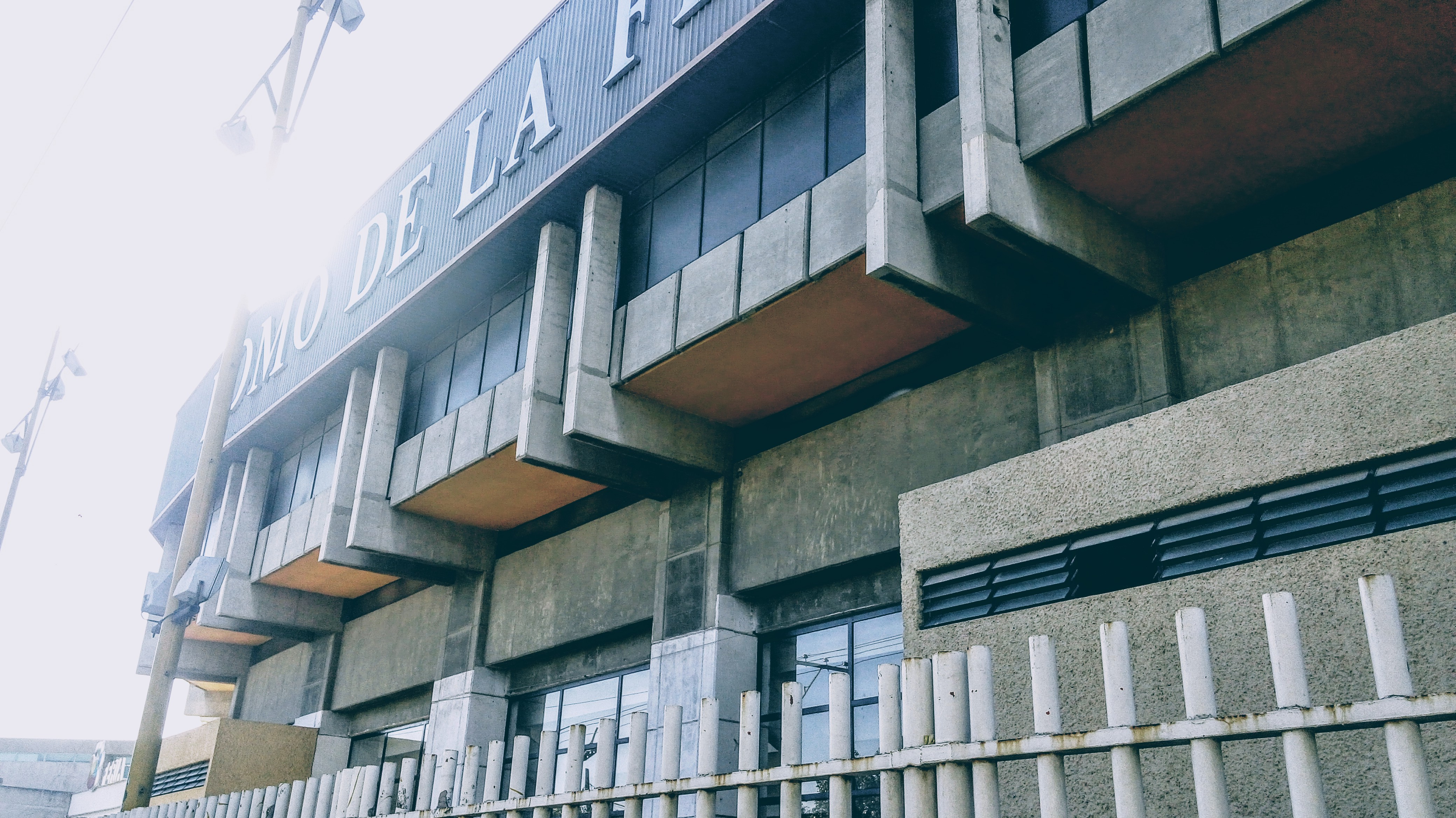
Domo de la Feria. Sede de las Abejas de León.

En la ciudad han existido tres equipos profesionales de este deporte en la rama varonil. El más representativo y de mayor tradición se llama Lechugueros, esto debido a que había grandes extensiones de plantíos de lechugas en esta ciudad. En el año 1971 se coronó como campeón del Circuito Mexicano de Básquetbol.
La segunda franquicia son los Titánicos que jugó en la Liga Nacional de Baloncesto Profesional de México (LNBP), esta franquicia dejó de existir en el año 2015. En la actualidad el equipo de la ciudad y tercero en la historia de la esta son las Abejas de la Universidad de Guanajuato, que antes jugaban en Guanajuato Capital e hicieron su mudanza en 2016 siendo el equipo representativo del Estado de Guanajuato en la LNBP.
La Administración de las Abejas de León, también tiene un representativo en la LNBP Femenil denominado Mieleras de Guanajuato que tiene sede en la Universidad de Guanajuato y realizan sus partidos en auditorio de la Unidad Deportiva Juan José Torres Landa de la Capital del Estado, campeones en el 2022.
Las 3 escuadras varoniles tuvieron como sede oficial el Domo de la Feria, aunque cuando se desarrolla la Feria de León, la sede alterna fue el auditorio de la Unidad Deportiva Antonio “Tota” Carbajal.

### Béisbol

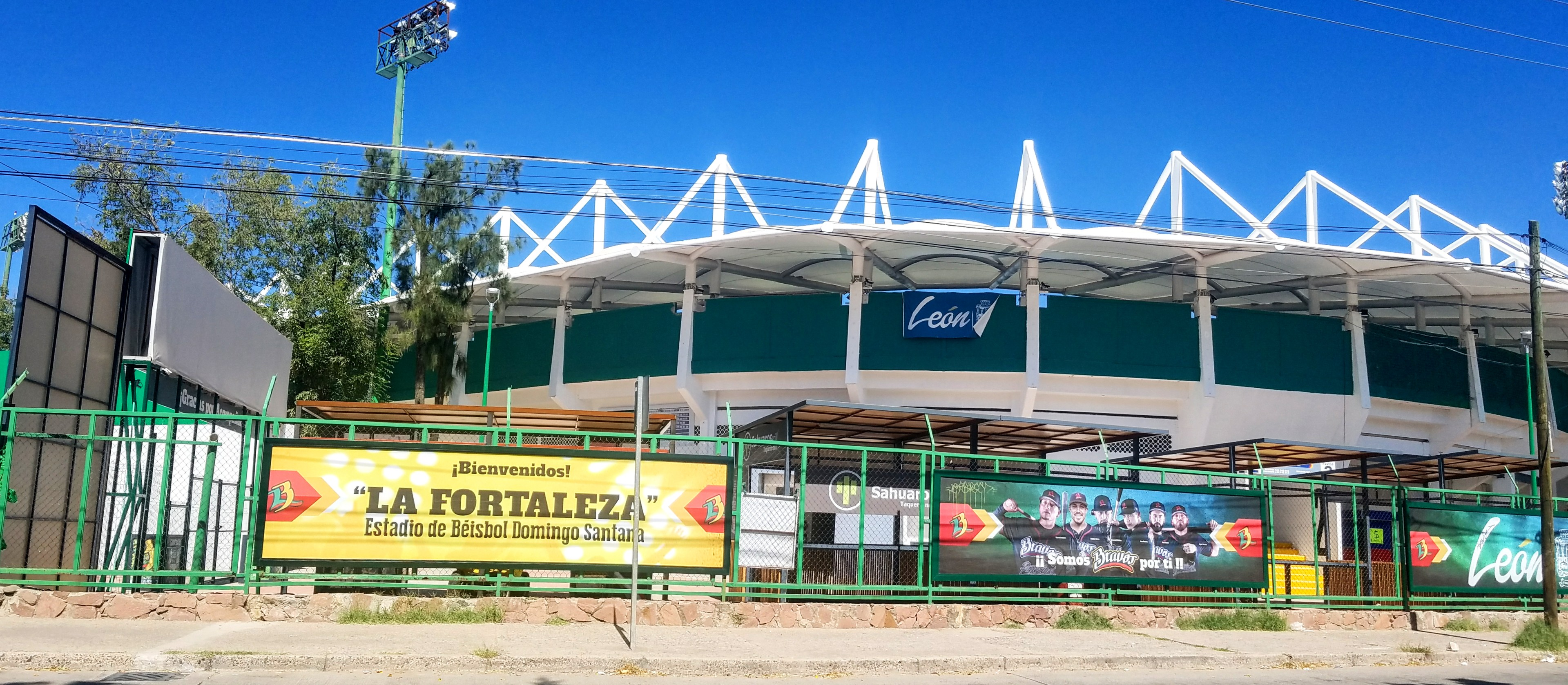
"La Fortaleza" estadio de Béisbol de los Bravos de León.

La ciudad cuenta con el Parque de Béisbol Domingo Santana, que fue casa de los Cachorros del 79 al 80, Lechugueros del 81 al 82 y de Bravos del 83 al 91, este último, equipo histórico en la Liga Mexicana y campeón en 1990. En noviembre de 2016, se dio la noticia del retorno de los Bravos a la Liga Mexicana de Béisbol en marzo de 2017.
Se habla de una remodelación del Parque de Béisbol Domingo Santana, de aprox. 30 millones de pesos de inversión para renovar el empastado, ampliar el aforo de 4 mil a 10 mil aficionados, la colocación de una pizarra electrónica y de una pantalla gigante, además de la ampliación del espacio de estacionamiento, principalmente. El objetivo es que el remozamiento del inmueble deportivo también sirva para la creación de academias de béisbol y para los juegos de las ligas municipales, entre otras actividades relacionadas al rey de los deportes.
El equipo ha sido adquirido por el grupo Multimedios, y será filial de los Sultanes de Monterrey.

### Voleibol
Existe dos equipos representativos uno femenil y otro varonil en la recién creada Liga Mexicana de Voleibol; las cuales se llaman Virtus Volley Club León en el caso de los hombres y Panteras de Guanajuato con las damas. Los cuales juegan como locales en el auditorio del Macrocentro León 1.

### Fútbol Americano
La Liga de Fútbol Americano de León, organiza torneos para equipos de preparatoria y universidad, alguno de los equipos son: Cachorros, Gladiadores, Espartanos, Búhos del CETis 77, Lobos del CETis 21, Borregos Salvajes del Tec de Monterrey, Leones de la Universidad Tecnológica, Troyanos del Instituto Tecnológico, Cabezas Rojas de la Universidad Insurgentes, Abejas de la Universidad de Guanajuato, Jaguares del Instituto Hispanoamérica, Águilas del Colegio Uriel y Lobos Grises.
Existe también dos equipos representativos en la Liga Lingerie Football de México; siendo el primer equipo semiprofesional en esa disciplina de la ciudad, llamado 'as Esmeraldas y el segundo Las Fieras, equipos que entrenan en diferentes gimnasios de la ciudad y reciben a las visitantes de otros estados en el Domo de la Feria.
La Asociación Estatal de Tochito Bandera de Guanajuato, es una exitosa organización de la modalidad de fútbol americano sin contacto, única en toda la región afiliada a la Federación Mexicana de Fútbol Americano, y que cuenta con equipos juveniles y para adultos.
Además existe una liga de veteranos que pertenecen a los diferentes equipos de la ciudad y que por lo general está constituida por personas mayores de 30 años, quienes jugaron en las categorías escolares y se mantienen activos en dicha liga.

### Rugby
Hay un representativo de la ciudad, dentro de la Federación Mexicana de Rugby, el cual se llama Guerreros León Rugby Football Club; fundado en el año 2010. Este equipo entrena en las instalaciones del Club Britania y desarrolla sus partidos como local en las instalaciones tanto del Instituto Lux, Ibero León, ITESM Campus León y en algunas ocasiones en la Unidad Deportiva Parque del Árbol.

### Tenis
Se practica en la Deportiva del Estado (U. D. Enrique Fernández Martínez) y en clubes privados como el Atenas, Britania, Campestre, Punto Verde, El Bosque y Los Naranjos. El torneo de tenis profesional más importante de la ciudad es el Torneo Challenger que se realiza una vez al año en el Club Britania.

### Atletismo
Se realiza el Maratón León Independencia en el mes de septiembre, la carrera de los Barrios de 21 km, así como la carrera a Comanja y varias carreras de 10 km organizadas por el Club Britania, Club León FC, Sport City, Sports World, Club Deportivo Punto Verde y otros. Es una disciplina que actualmente ha tenido mucho auge y crecimiento en la ciudad, con organización de carreras más constante.

### Deportes acuáticos
La ciudad ha sido sede del Grand Prix de Clavados FINA, este evento sucedió durante el año 2015 en las instalaciones del Centro Acuático Impulso Guanajuato y sirvió de marco para la inauguración de dicho centro. Se ha desarrollado una gran infraestructura, tanto pública como privada, para el desarrollo de atletas en disciplinas acuáticas (Natación, Nado Sincronizado, Salto y Waterpolo).
Centros Acuáticos:
- Sportif
- Impulso Guanajuato "Macrocentro Deportivo" (pública)
- Unidad Deportiva del Estado "Enrique Fernández Martínez" (pública)
- Unidad Deportiva Antonio "Tota" Carbajal (pública)
- Centro Acuático del IMSS (pública)
- Club Campestre
- Club Britania "Centro Acuático Nelsón Vargas"
- Club Loyola
- Club Punto Verde
- Bosque Country Club
- Acuática Lux
- Centro Acuático del Tec de Monterrey
- Club Sport City
- Club Sports Word
- Life and Fitness
- Mykonos Fitness Center
- Brafer Sport Acuatic

La categoría de trampolín de tres m ha generado a la única medallista oriunda de esta ciudad en las olimpiadas; La clavadista Laura Sánchez Soto.

### Deportes invernales
La "Copa del Bajío" es un evento organizado por La Asociación de Deportes Invernales del Estado de Guanajuato en coordinación con la pista de hielo Ice Sport Center, con el aval de la Federación Mexicana de Patinaje Sobre Hielo y Deportes Invernales (FEMEPASHIDI).

### Golf
La ciudad cuenta con varios clubes de golf privados, como lo son El Campestre, Los Naranjos, La Hacienda, El Molino, Las Nubes y El Bosque. Siendo este último sede de El Bosque México Championship, desde hace 7 años, y en 2015 se desarrollará del 12 al 19 de abril. Esté torneo es la puerta de entrada para el máximo circuito de golf del mundo, el PGA Tour del 2016.

### Automovilismo
El Corona Rally México es un magno evento para autos de rally. Es una fecha del Campeonato Mundial de Rally (WRC) de la FIA, entró en el calendario del mundial en 2004 y actualmente es el único evento del WRC desarrollado en Norteamérica.
La mayoría de las etapas cronometradas tienen lugar en la serranías ubicadas en los alrededores de las ciudades de León, Silao, Guanajuato Capital y parte de Irapuato, aunque cuenta con algunas etapas callejeras tanto en León como en la ciudad de Guanajuato y una superespecial en el Autódromo de León. El Rally Campus del evento se concentra en el Polifórum León.
En la ciudad cada jueves y viernes por la noche se reúnen diversos clubes de autos (Tuning, por marca, por modelo) en estacionamientos de centros comerciales o por lo general en el Polifórum León y Parque Los Carcamos.

### Motociclismo
La ciudad de León fue confirmada como la sede de la penúltima fecha del Campeonato Mundial de Motocross MX1 en 2016. El Parque Metropolitano será la sede en dónde se desarrolla este campeonato de motociclismo y con recurso de la iniciativa privada se construirá una pista de primer nivel que medirá 1.5 km en las instalaciones del mismo.

### Ciclismo
La ciudad tiene una gran tradición en esta disciplina y existe un velódromo (actualmente en desuso por lo que hace falta uno nuevo) en la Unidad Deportiva Luis I. Rodríguez: también conocida como Deportiva del Coecillo o Deportiva Uno. Entre los principales eventos que tiene el ciclismo profesional en México es la Vuelta a México. Que es una carrera de ciclismo en ruta por etapas que se desarrolla por la República.
Esta metrópoli en cada una de sus ediciones ha sido parte. En el año 2015 la vuelta Vuelta a México estará en la ciudad el día 29 de abril siendo la segunda etapa de 6 que tiene. Esta es de la Ciudad de San Luis a León y esta transitará por la avenida paseo de los Insurgentes y los bulevares López Mateos y Vasco de Quiroga.
León fue sede del Campeonato Panamericano de Ciclismo 2015; este se desarrolló del 5 al 10 de mayo los Boulevares Timoteo Lozano y Francisco Villa.

### Mushing en Tierra Seca
La carrera de trineos tirados por perros o mushing, aunque actualmente se considera un deporte, ha sido (y todavía es) una forma de transporte caracterizada por el uso de perros de tiro y esquís, que servía para desplazarse por superficies nevadas con rapidez. El término proviene de una orden en lengua francesa, de iniciar la marcha como "adelante", "a correr", "vamos", para que el equipo empiece a tirar. En la actualidad, el término mush raramente se utiliza, pero al corredor de esta modalidad se le denomina musher o guía del trineo.
En países que no se cuenta con nieve, las carreras practicadas con perros de tiro (sled dogs), se le denomina mushing en tierra seca. En la ciudad de León, existe actualmente un equipo con asociación civil destinadas a la práctica y fomento de este deporte, Urban Mushing León, el cual a lo largo de estos años ha afianzado a esta ciudad como una de las máximas exponentes de este deporte y como una potencia dentro del mismo en sus diferentes modalidades, así como algunos otros equipos dentro del estado con menor envergadura dentro del deporte en el país buscando el desarrollo y difusión.
En la república mexicana hay diversos clubes que forman parte de una federación conocida como la Federación Mexicana de Mushing y Perros de Tiro (FMMPT). Esta organización tiene como objetivo promover y dar a conocer este deporte, fomentando la tenencia responsable de nuestras mascotas. A nivel nacional, se llevan a cabo numerosas competiciones que buscan seleccionar un equipo mexicano competente y con valores, capaz de representarnos en el ámbito internacional.
El club de Urban Mushing León, establecido en enero de 2010, ha acumulado varios campeonatos nacionales a lo largo de su trayectoria, destacando en todas las disciplinas de este deporte, como Canicross, Bikejoring, Scooter y Rig (trineo terrestre). En los últimos años, este equipo ha sobresalido en competiciones mundiales de Mushing, especialmente en las modalidades de Canicross y Bikejöring, que se realizan en países de Europa, donde la ciudad de León cuenta con destacados representantes en estas dos disciplinas.

### Tauromaquia y eventos ecuestres
Los principales eventos taurinos en León se desarrollan en 2 fechas: La primera es el serial taurino de la Feria Estatal de León; mismo que se efectúa entre el mes de enero y febrero de cada año. La segunda es la tradicional corrida guadalupana que se celebra el 12 de diciembre; ambas teniendo como escenario la Plaza de Toros de la Santísima Virgen de La Luz.
En eventos ecuestres se encuentran el Bosque León Polo Cub que se desarrolla el 23 y 24 de mayo de 2015 y donde estarán más de 50 caballos y 16 polistas. La zona de despegue del festival del globo en el Parque Metropolitano de León será el escenario para este evento deportivo.
Otro evento de mucha importancia en la región es "Equus; La Fiesta del Hombre y Caballo" que en 2015 sucederá entre el 5 y el 9 de septiembre en las instalaciones del Polifórum León, este evento es una feria ecuestre que ofrece productos, servicios y espectáculos relacionados con la industria del caballo.

### Unidades deportivas
- U. D. Enrique Fernández Martínez: nombrada en honor al gobernador del estado de Guanajuato durante los periodos 1935-1938 y 1939-1943 y conocida como “Deportiva del Estado”, fue la primera unidad deportiva inaugurada en León, construida entre 1962 y 1963 por mandato del entonces gobernador Juan José Torres Landa. Cuenta con espacios para baloncesto, béisbol, fútbol, patinaje, atletismo, voleibol, natación, gimnasia olímpica, polígono de tiro, campo de tiro con arco, tenis, auditorio de usos múltiples, fosa de clavados, palapas y juegos infantiles, así como numerosas clases y cursos. Originalmente contó con un pequeño parque zoológico que posteriormente sería mudado a su sede actual. Se ubica en la entrada oriente de la ciudad, en Blvd. Adolfo López Mateos esq. Paseo de Jerez, Col. Julián de Obregón. (Zona Sur-Oriente)
- U. D. Antonio “Tota” Carbajal: nombrada en honor al futbolista mexicano, cuenta con amplios espacios y canchas de fútbol uruguayo, fútbol soccer con tribunas, frontón, baloncesto, voleibol normal y playero; así como también con auditorio de usos múltiples y una piscina olímpica techada y climatizada. Se ubica en Av. Ceferino Ortiz s/n, Col. Satélite. (Zona Poniente)
- U. D. Jesús Rodríguez Gaona: también conocida como Deportiva de San Miguel, cuenta con espacios para baloncesto, cancha de fútbol empastada, fútbol rápido, tenis, voleibol, atletismo y juegos infantiles. Blvd. Juan José Torres Landa s/n, Col. Portales de San Sebastián. (Zona Sur- Poniente)
- U. D. León I: con áreas para baloncesto, béisbol, fútbol, fútbol rápido y juegos infantiles. Blvd. Juan Alonso de Torres s/n, Col. León I (A un costado de la Cruz Roja Mexicana). Será transformada en el Centro de Alto Rendimiento de la Comisión Estatal del Deporte y Atención a la Juventud (C.E.D.A.J.) (Zona Nor-Oriente)
- U. D. Luis I. Rodríguez: también conocida como Deportiva del Coecillo o Deportiva 1, cuenta con espacios para baloncesto, fútbol, frontón, atletismo, gimnasio de boxeo, auditorio de voleibol, velódromo olímpico (En desuso y mal estado) y juegos infantiles, además de ser el complejo en el que se ubica el ya mencionado parque de béisbol Domingo Santana. Se ubica en Blvd. Congreso de Chilpancingo S/N Col. Deportiva 1. (Zona Nor-Oriente)
- U. D. Oriente: ubicada en la colonia 10 de Mayo, cuenta con cuatro canchas de usos múltiples, un área de juegos infantiles, un área de palapas, canchas de fútbol, mini campos del mismo deporte y el popular y famoso Parque Extremo, para amantes de la bicicleta y la patineta. (Zona Sur-Oriente)
- U. D. Parque Chapalita: gran pulmón que da vida a la zona, pues cuenta con una hermosa laguna alrededor de la cual se puede disfrutar de un excelente asado o convivencia al aire libre con la familia, por sus grandes áreas verdes. Cuenta con una pista aeróbica que rodea todo el parque y que mide poco más de y medio, así como palapas, estacionamiento, canchas de basquetbol, voleibol, fútbol rápido, fútbol uruguayo, espacios infantiles y el famoso “islote” que se encuentra en medio de la laguna, que puede ser usado para fiestas infantiles. Se ubica en Blvd. Campeche s/n, Col. Chapalita. (Zona Nor-Poniente)
- U. D. Parque Del Árbol: cuenta con campos de fútbol, baloncesto, pista aeróbica, área de palapas, área de comedores, estacionamiento, área infantil y área de juegos infantiles. Se ubica en Blvd. Juan José Torres Landa s/n, Col. Prados Verdes. (Zona Sur)[32]

## Premios y reconocimientos
En 2011, obtuvo una mención honorífica en el Sustainable Transport Award 2011 junto con Guangzhou, China, superando a San Francisco, EE. UU. y a Zúrich, Suiza. Ocupa el tercer lugar a nivel Latinoamérica con la mayor red de ciclovías. Según el estudio Viviendas del Futuro del diario británico Financial Times.
En marzo de 2012, recibió un premio como Localidad campeona del agua, junto con Buenos Aires, Argentina, Róterdam, Países Bajos y Lyon, Francia, entre otros lugares, el cual le fue otorgado por el Consejo Mundial del Agua en Marsella, Francia, principalmente por demostrar mayores avances en los temas de saneamiento y reutilización de aguas residuales y cogeneración de energías a partir de biogás.
En febrero de 2018, León fue considerada dentro de las 100 ciudades más renovables del mundo, de acuerdo con el resultado del Proyecto de Divulgación de Carbono (CDP), publicada por Bloomberg. La ciudad de León, resalta porque 76% de la energía que se utiliza en la región es renovable. Los resultados del CDP mencionan los siguientes datos; en la ciudad se utiliza 2.5% de energía solar, 73.86% geotermal y 23.64% gas. Es la única ciudad mexicana en este listado.
León ocupó en 2012 la primera posición de Latinoamérica en la división de las ciudades medianas con mejor costo y servicios (precio-calidad), además de una calidad de vida media alta en un estudio hecho por la publicación de inteligencia financiera FDI Magazine.

## Relaciones internacionales

### Ciudades hermanadas
Lista de ciudades hermanas de León:
- Omaha, Estados Unidos.[37]
- San Diego, Estados Unidos.
- Laredo, Estados Unidos.[37]
- Irving, Estados Unidos.[37]
- Las Vegas, Estados Unidos.[37]
- Lubbock, Estados Unidos.[38]
- Cangas de Onís, España.[38]
- León, España.[37]
- Odesa, Ucrania.[37]
- La Habana, Cuba.[37]
- Fermo, Italia.[37]
- Bogotá, Colombia.[37]
- Suzhou, China.[37]
- Novo Hamburgo, Brasil.[37]
- León, Nicaragua.[37]

- Zúrich, Suiza.[37]

### Consulados
- Consulado Honorario de Alemania.
- Consulado General de Japón.
- Consulado Honorario de España.
- Consulado de Italia, próximamente.

La ciudad de León recibió la certificación que la convierte en Capital Americana del Deporte 2023, por parte de la Asociación de Capitales Europeas del Deporte (ACES) América. Esto después de una importante evaluación que tomó menos de dos meses.[cita requerida]
Para que León recibiera dicho nombramiento la ACES evaluó su historia, infraestructura deportiva, políticas públicas, programas de activación física y deporte; así como el ser sede de grandes eventos deportivos de talla nacional e internacional, que ayudaron para cubrir los 93 puntos requeridos para ganar la candidatura.[cita requerida]
| Predecesor: Cali | Capitales americanas del deporte 2023 | Sucesor: |

### Visita de Benedicto XVI
El 20 de marzo de 2012, el papa Benedicto XVI visitó por primera y única vez México y lo hizo en la ciudad de León. Ofició una misa en la Catedral Basílica de León y en el Parque Bicentenario, a la cual acudieron miles de personas. Durante su estancia, se hospedó en el Colegio Miraflores (Esclavas de la Eucaristía), en donde la noche antes de irse le dio la bendición a la ciudad.En su honor la plazoleta frente a la catedral lleva el nombre del pontífice.